# Crisi dels míssils de Cuba
La crisi dels míssils cubans, també coneguda com la crisi d'octubre del 1962, la crisi del Carib (rus: Карибский кризис, transliterat: Karibsky krizis, IPA: [kɐˈrʲipskʲɪj ˈkrʲizʲɪs]), o l'espant dels míssils, va ser un incident internacional que es va allargar 1 mes i 4 dies (16 d'octubre - 20 de novembre de 1962) entre els Estats Units i la Unió Soviètica que es va convertir en una crisi internacional quan els desplegaments nord-americans de míssils a Itàlia i Turquia es van igualar amb els desplegaments soviètics de míssils balístics similars a Cuba. Tot i el curt període, la crisi dels míssils cubans continua sent un moment decisiu en la preparació de la seguretat nacional i la guerra nuclear dels Estats Units. L'enfrontament es considera sovint el més proper durant la guerra freda per escalar en una guerra nuclear a gran escala.
En resposta a la presència de míssils balístics Júpiter americans a Itàlia i Turquia, i a la fallida invasió de Bahía Cochinos de 1961, el primer secretari soviètic Nikita Khrusxov va acceptar la petició de Cuba de col·locar míssils nuclears a l'illa per dissuadir una futura invasió. Es va arribar a un acord durant una reunió secreta entre Khrusxov i el primer ministre cubà, Fidel Castro, el juliol de 1962, i la construcció de diverses instal·lacions de llançament de míssils es va iniciar més tard aquell estiu.
Mentrestant, les eleccions als Estats Units de 1962 estaven en marxa i la Casa Blanca va negar els càrrecs durant mesos que ignorava els perillosos míssils soviètics a només 140 km de Florida. Els preparatius dels míssils es van confirmar quan un avió espia U-2 de la Força Aèria va aconseguir evidències fotogràfiques clares de les instal·lacions de míssils balístic R-12 (nom de l'OTAN SS-4) de rang mitjà i R-14 (nom de l'OTAN SS-5) de rang mitjà.
Quan es va informar d'això al president John F. Kennedy, va convocar una reunió dels nou membres del Consell de Seguretat Nacional i altres cinc assessors clau d'un grup que es va conèixer com a Comitè Executiu del Consell de Seguretat Nacional (EXCOMM). Durant aquesta reunió, al president Kennedy se li va aconsellar inicialment que fes un atac aeri a terra cubana per comprometre el subministrament de míssils soviètics, seguit d'una invasió a l'illa cubana. Després d'una minuciós consideració, el president Kennedy va escollir una acció menys agressiva per evitar una declaració de guerra. Després de consultar-los, Kennedy va ordenar una "quarantena" naval el 22 d'octubre per evitar que altres míssils arribessin a Cuba. En declarar una quarantena en lloc d'un bloqueig, els Estats Units van poder evitar un nou conflicte. Aquesta quarantena no va aconseguir un bloqueig tradicional i va evitar les implicacions d'un estat de guerra. Els Estats Units van anunciar que no permetrien lliurar armes ofensives a Cuba i van exigir que es desmantellessin les armes que ja es trobaven a Cuba i es retornessin a la Unió Soviètica.
Després de diversos dies de tenses negociacions, es va arribar a un acord entre Kennedy i Khrusxov. Públicament, els soviètics desmantellarien les seves armes ofensives a Cuba i les retornarien a la Unió Soviètica, prèvia verificació de les Nacions Unides, a canvi d'una declaració pública dels Estats Units i d'un acord per no tornar a envair Cuba. En secret, els Estats Units van acordar que desmantellaria tots els Jupiter MRBMs, que havien estat desplegats a Turquia contra la Unió Soviètica. Hi ha hagut debats sobre si Itàlia també va ser inclosa en l'acord. Mentre els soviètics van desmantellar els seus míssils, alguns bombarders soviètics van romandre a Cuba i els Estats Units van mantenir la quarantena naval fins al 20 de novembre del mateix any.
Quan tots els míssils ofensius i els bombarders lleugers Ilyushin Il-28 havien estat retirats de Cuba, el bloqueig es va formalitzar formalment el 20 de novembre de 1962. Les negociacions entre els Estats Units i la Unió Soviètica van assenyalar la necessitat d'un servei ràpid, clar i línia de comunicació directa entre les dues superpotències. Com a resultat, es va establir la línia directa Moscou-Washington. Una sèrie d'acords més tard van reduir les tensions soviètiques-nord-americanes durant diversos anys fins que ambdues parts van reprendre finalment l'ampliació dels seus arsenals nuclears.

## Precedents
Als anys 50, Cuba romania sota la influència i el control dels Estats Units, que havien intervingut decisivament, l'any 1898, en la independència de l'illa caribenya respecte d'Espanya. El gener de 1959, però, esclatà la Revolució cubana i el dictador Fulgencio Batista va ser derrocat per la guerrilla encapçalada per Fidel Castro i el Che Guevara
El govern cubà va emprendre ràpidament (maig de 1959) una reforma agrària, i expulsà de Cuba les companyies de capital estatunidenc, entre elles l'emblemàtica United Fruit Company.
Les reformes endegades per Fidel Castro, contràries als interessos econòmics dels Estats Units, provocaren que el 21 d'octubre de 1959 els nord-americans llancessin un atac sobre l'Havana. Dos avions van metrallar la ciutat, causant 2 morts i 50 ferits.
Posteriorment, el 15 d'abril de 1961, 1.500 homes desembarquen a Bahía de Cochinos. Aquestes tropes estaven constituïdes principalment per exiliats anticastristes que havien estat entrenats per la CIA a Guatemala en el marc d'una operació finançada per l'administració Eisenhower. Diferents ciutats van ser bombardejades, si bé les forces militars cubanes van aconseguir derrotar l'intent d'invasió.

### Cuba i el mur de Berlín
Amb el final de la Segona Guerra Mundial i l'inici de la Guerra Freda, els Estats Units s'havien preocupat per l'expansió del comunisme. Els Estats Units consideraven que un país llatinoamericà obertament aliat amb la Unió Soviètica era inacceptable. Desafiaria, per exemple, la doctrina Monroe, una política nord-americana que limita la participació dels Estats Units a les colònies europees i els assumptes europeus, però que sosté que l'hemisferi occidental es troba a l'esfera d'influència dels Estats Units.
L'administració Kennedy havia estat avergonyida públicament de la fallida invasió de Bahía Cochinos a l'abril de 1961, que havia estat llançada sota el president John F. Kennedy per les forces exiliats cubanes entrenades per la CIA. Després, l'expresident Dwight Eisenhower va dir a Kennedy que "el fracàs de Bahía Cochinos animarà els soviètics a fer alguna cosa que d'altra manera no farien". La invasió a mitges va deixar el primer secretari soviètic Nikita Khrusxov i els seus assessors amb la impressió que Kennedy era indecís i, com va escriure un assessor soviètic, "massa jove, intel·lectual, no preparat bé per a la presa de decisions en situacions de crisi ... massa intel·ligent i massa feble". Les operacions encobertes nord-americanes contra Cuba van continuar el 1961 amb la fallida operació Mangosta.
A més, la impressió de Khrusxov sobre les debilitats de Kennedy va ser confirmada per la resposta del president durant la crisi de Berlín de 1961, particularment a la construcció del mur de Berlín. En parlar amb funcionaris soviètics després de la crisi, Khrusxov va afirmar: "Sé amb certesa que Kennedy no té antecedents sòlids ni, en general, té el coratge de plantar cara a un greu desafiament". També va dir al seu fill Sergei que a Cuba, Kennedy "faria un enrenou, faria més enrenou i després estaria d'acord".

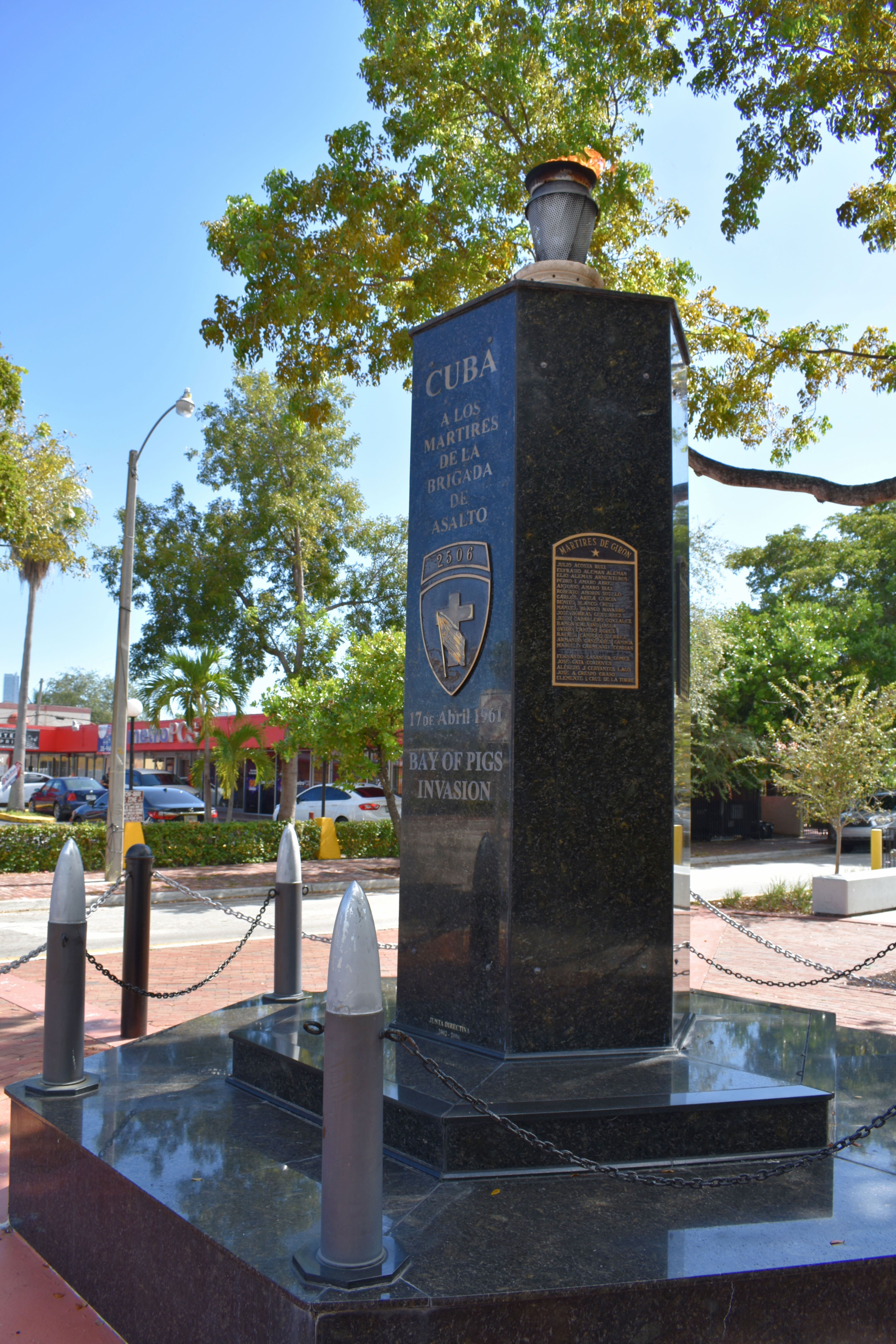
Un monument al barri de la Little Havana de Miami als homes que van morir a Playa Girón durant la fallida invasió de Bahía Cochinos a Cuba

El gener de 1962, el general de l'exèrcit nord-americà Edward Lansdale va descriure els plans per enderrocar el govern cubà en un informe d'alt secret (parcialment desclassificat el 1989), dirigit a Kennedy i funcionaris implicats en l'operació Mongoose. Els agents de la CIA o "cercadors de rutes" de la Divisió d'Activitats Especials havien de ser infiltrats a Cuba per dur a terme sabotatges i organitzacions, incloses les emissions de ràdio. El febrer de 1962, els EUA van llançar un embargament contra Cuba, i Lansdale va presentar un calendari secret de 26 pàgines per a la implementació del derrocament del govern cubà, que obligava a iniciar les operacions guerrilleres a l'agost i al setembre. "La revolta oberta i el derrocament del règim comunista" es produirien les dues primeres setmanes d'octubre.

### Escletxa dels míssils
Quan Kennedy es va presentar a la presidència el 1960, un dels seus problemes electorals clau era la presumpta "escletxa dels míssils" amb els soviètics al capdavant. En realitat, els Estats Units en aquell moment superaven els soviètics per un ampli marge que només augmentaria. El 1961, els soviètics només tenien quatre míssils balístics intercontinentals (R-7 Semiorka). A l'octubre de 1962, potser en tenien algunes dotzenes, amb algunes estimacions d'intel·ligència de fins a 75.
Els Estats Units, en canvi, tenien 170 MBI i ràpidament en construïen més. També comptava amb vuit submarins de míssils balístics de classe George Washington i Ethan Allen, amb la capacitat de llançar 16 míssils Polaris, cadascun amb un abast de 4.600 km (2.500 milles nàutiques). Khrusxov va augmentar la percepció d'una bretxa de míssils quan va presumir al món que els soviètics construïen míssils "com salsitxes", però el nombre i la capacitat dels míssils soviètics no eren gaire propers a les seves afirmacions. La Unió Soviètica tenia míssils balístics d'abast mitjà en quantitat, uns 700, però eren molt poc fiables i imprecisos. Els Estats Units tenien un avantatge considerable en el nombre total de ogives nuclears (27.000 contra 3.600) i en la tecnologia necessària per al seu lliurament precís. Els Estats Units també van liderar les capacitats defensives dels míssils, la potència naval i aèria; però els soviètics tenien un avantatge de 2–1 en les forces terrestres convencionals, més acusades en les canons de camp i els tancs, particularment en el teatre europeu.

## Desplegament soviètic de míssils a Cuba

### Justificació
El maig de 1962, el primer secretari soviètic Nikita Khrusxov es va convèncer per la idea de contrarestar el creixent lideratge dels Estats Units en el desenvolupament i desplegament de míssils estratègics mitjançant la col·locació de míssils nuclears soviètics d'abast mitjà a Cuba, malgrat els recels de l'ambaixador soviètic a l'Havana, Alexandr Ivànovitx Alexeiev, que va argumentar que Castro no acceptaria el desplegament dels míssils. Khrusxov es va enfrontar a una situació estratègica en què es percebia que els Estats Units tenien un "esplèndid primer cop" que posava a la Unió Soviètica en un desavantatge enorme. El 1962, els soviètics només tenien 20 MBI capaços de lliurar ogives nuclears als Estats Units des de la Unió Soviètica. La poca precisió i fiabilitat dels míssils va plantejar seriosos dubtes sobre la seva efectivitat. Una generació més nova i fiable d'MBI entraria en funcionament només després de 1965.
Per tant, la capacitat nuclear soviètica el 1962 va posar menys èmfasi en els MBI que en els míssils balístics de rang mitjà i mitjà (MRBMs i MBAI). Els míssils podrien atacar aliats nord-americans i la major part d'Alaska des del territori soviètic, però no als Estats Units contigus. Graham Allison, director de la Centre Belfer per a Ciència i Afers Internacionals de la Universitat Harvard, assenyala, "La Unió Soviètica no podia igualar desequilibri nuclear mitjançant el desplegament de nous míssils balístics intercontinentals en el seu propi sòl. Per tal de complir amb l'amenaça que es va enfrontar en 1962, el 1963 i el 1964, tenia molt poques opcions. Traslladar les armes nuclears existents a llocs des dels quals poguessin assolir objectius nord-americans era una."
Una segona raó per la qual es van desplegar míssils soviètics a Cuba va ser perquè Khrusxov volia portar Berlín Occidental, controlat pels nord-americans, els britànics i els francesos a l'Alemanya Oriental comunista, sota l'òrbita soviètica. Els alemanys orientals i els soviètics van considerar el control occidental sobre una part de Berlín una greu amenaça per a Alemanya de l'Est. Khrusxov va convertir Berlín Oest en el camp de batalla central de la Guerra Freda. Khrusxov creia que si els Estats Units no feien res sobre els desplegaments de míssils a Cuba, podia eliminar l'Oest de Berlín fent servir aquests míssils com a element dissuasiu de les contramesures occidentals a Berlín. Si els Estats Units intentessin negociar amb els soviètics després que tinguessin coneixement dels míssils, Khrusxov podria exigir el comerç dels míssils per Berlín Oest. Atès que Berlín era estratègicament més important que Cuba, el canvi seria una victòria per a Khrusxov, tal com Kennedy va reconèixer: "L'avantatge és que, des del punt de vista de Khrusxov, té una gran oportunitat, però hi ha bastants beneficis."
En tercer lloc, des de la perspectiva de la Unió Soviètica i de Cuba, semblava que els Estats Units volien augmentar la seva presència a Cuba. Amb accions que incloïen l'intent d'expulsar Cuba de l'Organització d'Estats Americans, imposant sancions econòmiques a la nació, envaint-la directament a més de realitzar operacions secretes per contenir el comunisme i Cuba, es va suposar que Amèrica intentava envair Cuba. Com a resultat, per intentar evitar-ho, l'URSS col·locaria míssils a Cuba i neutralitzaria l'amenaça. En última instància, això serviria per protegir Cuba contra l'atac i mantenir el país al bloc socialista.

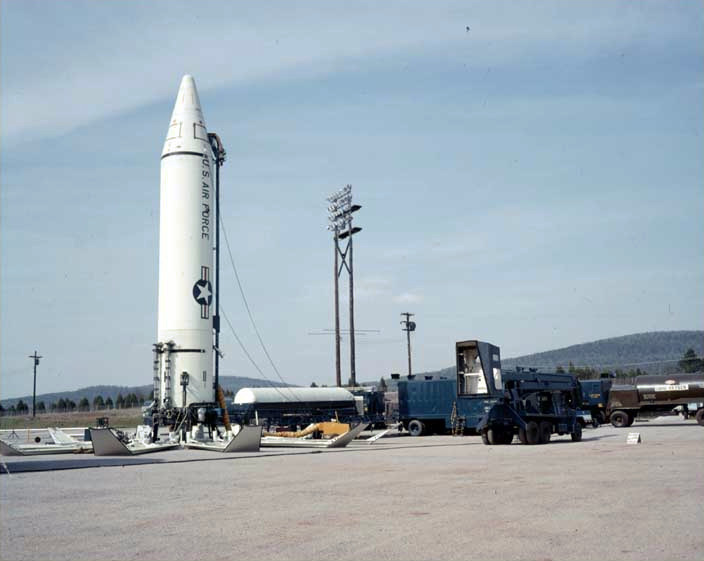
El 1961 es van desplegar a Itàlia i Turquia més de 100 míssils fabricats als Estats Units amb capacitat per atacar Moscou amb ogives nuclears.

Una altra de les principals raons per les quals Khrusxov va planejar col·locar míssils a Cuba sense detectar va ser "equilibrar el terreny de joc" amb l'evident amenaça nuclear nord-americana. Els Estats Units tenien el domini perquè podien llançar-les des de Turquia i destruir l'URSS abans que tinguessin l'oportunitat de reaccionar. Després de la transmissió de míssils nuclears, Khrusxov havia establert finalment una destrucció mútua assegurada, és a dir, que si els Estats Units decidissin llançar un atac nuclear contra l'URSS, aquesta reaccionaria llançant un atac nuclear de represàlia contra els Estats Units.
Finalment, col·locar míssils nuclears a Cuba va ser una manera per a la URSS de mostrar el seu suport a Cuba i donar suport al poble cubà que considerava els Estats Units com una força amenaçadora, ja que aquest darrer s'havia convertit en el seu aliat després de la Revolució cubana de 1959. Segons Khrusxov, els motius de la Unió Soviètica tenien com a "objectiu permetre a Cuba viure pacíficament i desenvolupar-se com desitgi el seu poble".

### Desplegament

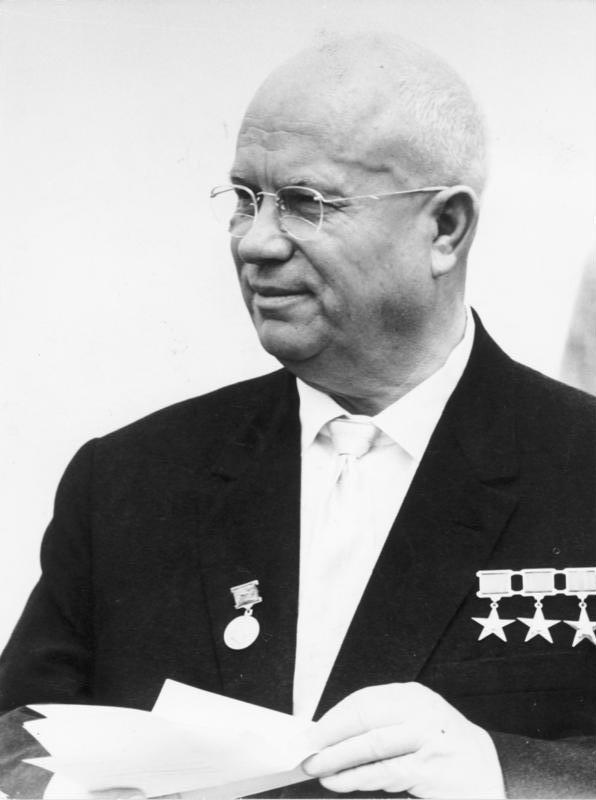
El secretari general del PCUS, Nikita Khrusxov

El secretari general del Partit Comunista Cubà, Fidel Castro

A principis de 1962, un grup d'especialistes soviètics en la construcció de míssils i militars acompanyava una delegació agrícola a l'Havana. Van obtenir una reunió amb el primer ministre cubà, Fidel Castro. La direcció cubana tenia una forta expectativa que els Estats Units tornarien a envair Cuba i van aprovar amb entusiasme la idea d'instal·lar míssils nuclears a Cuba. Segons una altra font, Castro es va oposar al desplegament dels míssils perquè el fes semblar un titella soviètic, però estava convençut que els míssils a Cuba serien irritants per als Estats Units i ajudarien els interessos de tot el camp socialista. A més, el desplegament inclouria armes tàctiques de curt abast (amb un abast de 40 km, utilitzables només contra vaixells) que proporcionarien un "paraigua nuclear" per als atacs a l'illa.
Al maig, Khrusxov i Castro van acordar col·locar míssils nuclears estratègics secretament a Cuba. Igual que Castro, Khrusxov va considerar que la invasió dels Estats Units a Cuba era imminent i que perdre Cuba faria molt mal als comunistes, especialment a Amèrica Llatina. Va dir que volia enfrontar-se als nord-americans "amb més que paraules ... la resposta lògica eren els míssils".:29 Els soviètics van mantenir el seu secret estricte, escrivint els seus plans a mà llarga, que van ser aprovats pel mariscal de la Unió Soviètica Rodion Malinovski el 4 de juliol i Khrusxov el 7 de juliol.
Des del principi, l'operació soviètica va comportar una negació i engany elaborats, coneguts com a "maskirovka". Tota la planificació i preparació per al transport i desplegament dels míssils es va dur a terme amb el màxim secret, amb només uns pocs que van explicar la naturalesa exacta de la missió. Fins i tot a les tropes destinades per a la missió se'ls va donar una mala direcció quan se'ls va dir que es dirigien cap a una regió freda i que estaven equipades amb botes d'esquí, parques folrades amb velló i altres equipaments d'hivern. El nom en clau soviètic era Operació Anàdir. El riu Anàdir desemboca al mar de Bering, i Anàdir és també la capital del districte de Txukotka i una base de bombers a l'extrem oriental. Totes les mesures estaven destinades a ocultar el programa tant al públic intern com extern.
Al juliol van arribar especialistes en la construcció de míssils sota la disfressa d'"operadors de màquines", "especialistes en regadiu" i "especialistes en agricultura". Un total de 43.000 tropes estrangeres serien finalment incorporades. El mariscal en cap d'Artilleria Sergei Biriuzov, cap de les forces de coets soviètiques, va dirigir un equip d'investigació que va visitar Cuba. Va dir a Khrusxov que els míssils estarien amagats i camuflats per les palmeres.
La direcció cubana es va molestar encara més quan el 20 de setembre, el Senat dels Estats Units va aprovar la Resolució conjunta 230, que expressava que els Estats Units estaven decidits a "impedir a Cuba la creació o l'ús d'una capacitat militar amb suport extern que posés en perill la seguretat dels Estats Units". El mateix dia, els Estats Units van anunciar un important exercici militar al Carib, el PHIBRIGLEX-62, que Cuba va denunciar com una provocació deliberada i una prova que els Estats Units tenien previst envair Cuba.
La direcció soviètica creia, basant-se en la seva percepció de la manca de confiança de Kennedy durant la invasió de la Bahía Cochinos, que evitaria la confrontació i acceptaria els míssils com un fait accompli:1 L'11 de setembre, la Unió Soviètica va advertir públicament que un atac dels Estats Units a Cuba o a vaixells soviètics que portaven subministraments a l'illa significaria la guerra. Els soviètics van continuar el programa Maskirovka per dissimular les seves accions a Cuba. Van negar reiteradament que les armes que es portaven a Cuba fossin ofensives. El 7 de setembre, l'ambaixador soviètic als Estats Units, Anatoli Dobrinin, va assegurar l'ambaixador dels Estats Units a les Nacions Unides Adlai Stevenson que la Unió Soviètica només subministrava armes defensives a Cuba. L'11 de setembre, l'Agència de Telègrafs de la Unió Soviètica (TASS: Telegrafnoe Agentstvo Sovetskogo Soyuza) va anunciar que la Unió Soviètica no tenia necessitat ni intenció d'introduir míssils nuclears ofensius a Cuba. El 13 d'octubre, Dobrynin va ser interrogat per l'exsubsecretari d'Estat Chester Bowles sobre si els soviètics tenien previst posar armes ofensives a Cuba. Va negar aquests plans. El 17 d'octubre, el funcionari de l'ambaixada soviètica Georgi Bolxakov va enviar al president Kennedy un missatge personal de Khrusxov que li va assegurar que "en cap cas s'enviarien míssils superficials a Cuba".:494
Ja a l'agost del 1962, els Estats Units van sospitar que els soviètics havien construït instal·lacions de míssils a Cuba. Durant aquest mes, els seus serveis d'intel·ligència van recopilar informació sobre les observacions d'observadors terrestres de caces MiG-21 de fabricació russa i bombarders lleugers Il-28. Els avions espia U-2 van trobar llançadores de míssils terra-aire S-75 Dvina (designació OTAN SA-2) en vuit llocs diferents. El director de la CIA, John A. McCone, era suspicaç. L'enviament de míssils antiaeris a Cuba, raonava, "només tenia sentit si Moscou pretenia utilitzar-los per protegir una base per a míssils balístics dirigits als Estats Units". El 10 d'agost va escriure una nota a Kennedy en què endevinava que els soviètics es preparaven per introduir míssils balístics a Cuba.
Amb importants eleccions al Congrés previstes per al novembre, la crisi es va veure embolicada en la política nord-americana. El 31 d'agost, el senador Kenneth Keating (Republicà per Nova York) va advertir al Senat que la Unió Soviètica estava "amb tota probabilitat" construint una base de míssils a Cuba. Va acusar l'administració Kennedy d'encobrir una important amenaça per als Estats Units i iniciar així la crisi. És possible que hagi rebut aquesta informació inicial "notablement precisa" de la seva amiga, ex-congressista i ambaixadora Clare Boothe Luce, que al seu torn la va rebre dels exiliats cubans. Una font de confirmació posterior per a la informació de Keating possiblement va ser l'ambaixador d'Alemanya Occidental a Cuba, que havia rebut informació de dissidents a l'interior de Cuba que les tropes soviètiques havien arribat a Cuba a principis d'agost i que es veien treballant "amb tota probabilitat a prop d'una base de míssils" o qui va transmetre aquesta informació a Keating en un viatge a Washington a principis d'octubre. El general de la força aèria Curtis LeMay va presentar a Kennedy un pla de bombardeig previ a la invasió, i els vols d'espionatge i l'assetjament militar menor per part de les forces nord-americanes a la base naval de la badia de Guantánamo van ser objecte de contínues queixes diplomàtiques cubanes al govern dels Estats Units.

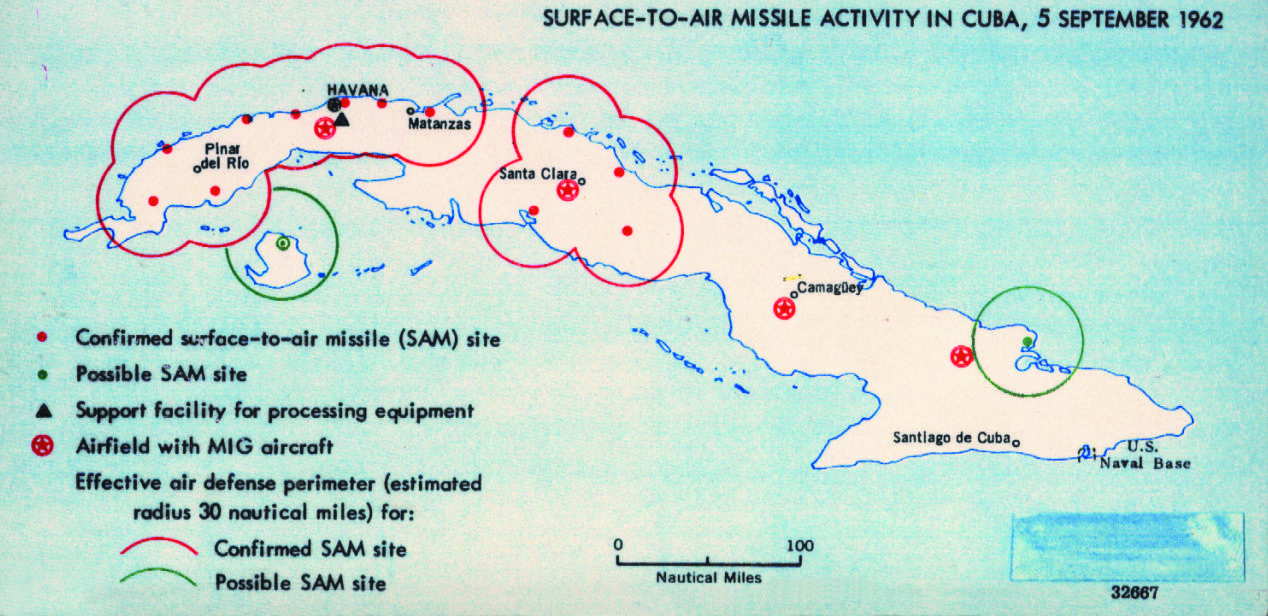
Mapa creat per la intel·ligència nord-americana que mostra l'activitat dels míssils terra-aire a Cuba, el 5 de setembre de 1962

El primer enviament de míssils R-12 va arribar la nit del 8 de setembre, seguit d'un segon el 16 de setembre. El R-12 era un míssil balístic d'abast mitjà, capaç de portar una ogiva termonuclear. Es tractava d'un míssil alimentat per propel·lent líquid d'una sola etapa, transportable per carretera, llançat a la superfície i emmagatzemable, que podia lliurar una arma nuclear de classe megaton. Els soviètics construïen nou llocs: sis per a míssils R-12 de abast mitjà (designació OTAN SS-4 Sandal) amb un abast efectiu de 2.000 quilòmetres i tres per a míssils balístics de abast mitjà R-14 (denominació OTAN SS-5 Skean) amb un abast màxim de 4.500 quilòmetres.
El 7 d'octubre, el president cubà Osvaldo Dorticós Torrado va parlar a l'Assemblea General de les Nacions Unides: "Si ... som atacats, ens defensarem. Repeteixo, tenim els mitjans suficients per defensar-nos; tenim de fet les nostres inevitables armes, les armes, que hauríem preferit no adquirir, i que no volem emprar ". El 10 d'octubre, en un altre discurs del Senat, el senador Keating va reafirmar la seva advertència anterior del 31 d'agost i va afirmar que "s'ha començat a construir almenys mitja dotzena de llocs de llançament de míssils tàctics de abast mitjà".

## Els míssils són descoberts
Els míssils de Cuba permetrian als soviètics dirigir-se efectivament a la majoria dels Estats Units continentals. L'arsenal previst era de quaranta llançadores. La població cubana va notar fàcilment l'arribada i el desplegament dels míssils i centenars d'informes van arribar a Miami. La intel·ligència nord-americana va rebre infinitat d'informes, molts de dubtosa qualitat o fins i tot risibles, la majoria dels quals es podrien descartar com a descriptors de míssils defensius.
Només cinc informes van amoïnar els analistes. Van descriure grans camions que passaven per ciutats de nit que portaven objectes cilíndrics molt llargs coberts amb tela que no podien fer voltes per les ciutats sense fer marxa enrere i maniobrar. Els míssils defensius podrien girar. Els informes no es podien desestimar satisfactòriament.

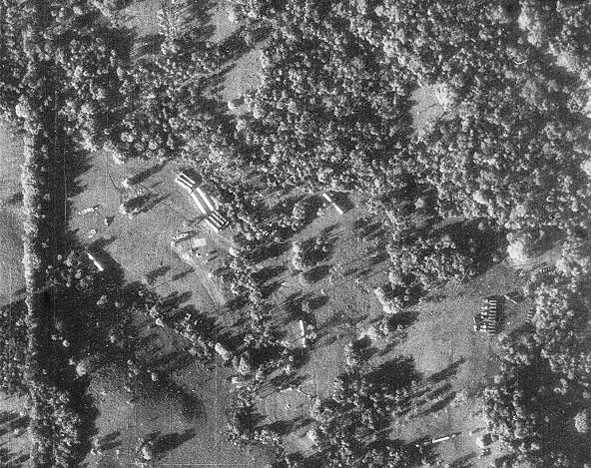
Una fotografia de reconeixement U-2 de Cuba, que mostra míssils nuclears soviètics, els seus transports i tendes de campanya per alimentar-los i mantenir-los.

### Confirmació aèria
Els Estats Units havien enviat vigilància U-2 sobre Cuba des de la fallida invasió de la Bahía Cochinos. El primer número que va provocar una pausa en els vols de reconeixement va tenir lloc el 30 d'agost, quan un U-2 operat pel Comandament Aeri Estratègic de la Força Aèria dels Estats Units va sobrevolar per error l'illa Sakhalín, a l'extrem orient soviètic. Els soviètics van presentar una protesta i els Estats Units es van disculpar. Nou dies més tard, un U-2 operat per Taiwan va perdre sobre l'oest de la Xina a causa d'un míssil terra-aire SA-2. Els funcionaris nord-americans estaven preocupats pel fet que un dels SAM cubans o soviètics a Cuba pogués disparar un CIA U-2, iniciant un altre incident internacional. En una reunió amb membres del Comitè de Reconeixement (COMOR) el 10 de setembre, el secretari d'Estat Dean Rusk i l'assessor de seguretat nacional McGeorge Bundy van restringir fortament altres vols U-2 sobre l'espai aeri cubà. La manca de cobertura resultant de l'illa durant les properes cinc setmanes va ser coneguda pels historiadors com el "Photo Gap". No es va aconseguir cap cobertura significativa d'U-2 a l'interior de l'illa. Els funcionaris nord-americans van intentar utilitzar un satèl·lit Corona de reconeixement fotogràfic per obtenir cobertura sobre els desplegaments militars soviètics reportats, però les imatges adquirides a l'oest de Cuba per una missió Corona KH-4 l'1 d'octubre estaven molt cobertes de núvols i boira i no van proporcionar cap intel·ligència útil. A finals de setembre, els avions de reconeixement de la Marina van fotografiar el vaixell soviètic Kasimov, amb grans caixes a la seva coberta de la mida i la forma dels fuselatges de bombarders a reacció Il-28.
El setembre de 1962, analistes de l'Agència d'Intel·ligència de Defensa (DIA) van advertir que els llocs de míssils terra-aire cubans estaven disposats en un patró similar als utilitzats per la Unió Soviètica per protegir les seves bases de MBI, cosa que va portar DIA a pressionar per a la represa de vols dels U-2 sobre l'illa. Tot i que en el passat els vols havien estat realitzats per la CIA, la pressió del Departament de Defensa va fer que aquesta autoritat fos transferida a la Força Aèria. Després de la pèrdua d'un U-2 de la CIAsobre la Unió Soviètica el maig de 1960, es va pensar que si un altre U-2 fos abatut, seria més fàcil d'explicar un avió de la Força Aèria per a un propòsit militar legítim. que un vol de la CIA.
Quan es van tornar a autoritzar les missions de reconeixement el 9 d'octubre, el mal temps va evitar que els avions volessin. Els Estats Units van obtenir per primera vegada proves fotogràfiques U-2 dels míssils el 14 d'octubre, quan un vol U-2 pilotat pel major Richard Heyser va fer 928 fotografies en un camí seleccionat pels analistes de la DIA, capturant imatges del que va resultar ser la construcció d'una base de llançament de SS-4 San Cristóbal, província de Pinar del Río (ara a la província Artemisa), a l'oest de Cuba.

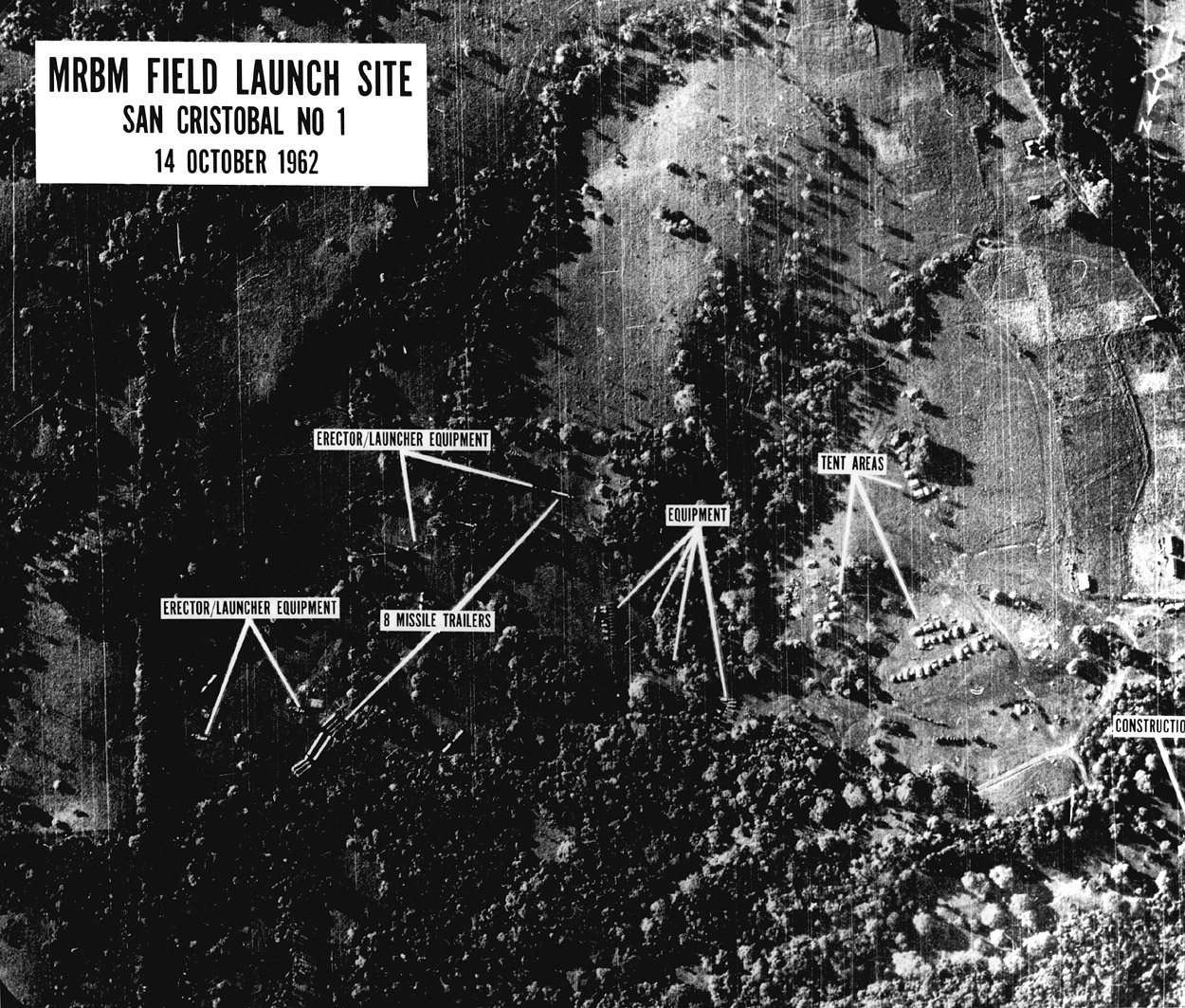
Una de les primeres imatges de reconeixement U-2 de bases de míssils en construcció mostrades al president Kennedy el matí del 16 d'octubre de 1962

### El President n'és notificat
El 15 d'octubre, el Centre Nacional d'Interpretació Fotogràfica (NPIC) de la CIA va revisar les fotografies de l'U-2 i va identificar objectes que interpretaren com a míssils balístics de abast mitjà. Aquesta identificació es va fer, en part, per la força dels informes proporcionats per Oleg Penkovski, un agent doble del GRU que treballava per a la CIA i el MI6. Tot i que no va proporcionar cap informe directe dels desplegaments de míssils soviètics a Cuba, els detalls tècnics i doctrinals dels regiments de míssils soviètics que havien estat proporcionats per Penkovsky durant els mesos i anys anteriors a la crisi van ajudar els analistes del NPIC a identificar correctament els míssils de la imatge de l'U-2.
Aquell vespre, la CIA va notificar-ho al Departament d'Estat i a les 20:30 EDT, Bundy va optar per esperar fins l'endemà al matí per comunicar-ho al President. McNamara va ser informat a mitjanit. L'endemà al matí, Bundy es va reunir amb Kennedy i li va mostrar les fotografies de l'U-2 i el va informar de l'anàlisi de les imatges per part de la CIA. A les 18:30 EDT, Kennedy va convocar una reunió dels nou membres del Consell de Seguretat Nacional i altres cinc consellers clau, en un grup que va nomenar formalment el Comitè Executiu del Consell de Seguretat Nacional (EXCOMM) després el fet del 22 d'octubre pel Memoràndum d'Acció sobre Seguretat Nacional 196. Sense informar els membres d'EXCOMM, el president Kennedy va gravar tots els seus procediments i Sheldon M. Stern, cap de la biblioteca Kennedy, en va transcriure alguns.
El 16 d'octubre, el president Kennedy va notificar a Robert Kennedy que estava convençut que Rússia estava col·locant míssils a Cuba i que era una amenaça legítima. Això va fer oficialment l'amenaça de la destrucció nuclear de dues superpotències mundials. Robert Kennedy va respondre contactant amb l'ambaixador soviètic, Anatoli Dobrinin. Robert Kennedy va expressar la seva "preocupació pel que estava passant" i Dobrinin "va rebre instruccions del president soviètic Nikita S. Khrusxov per assegurar al president Kennedy que no hi hauria míssils terra-terra ni armes ofensives col·locades a Cuba". Khrusxov va assegurar a Kennedy que la Unió Soviètica no tenia intenció de "trencar la relació dels nostres dos països" malgrat les proves fotogràfiques presentades davant el president Kennedy.

### Respostes considerades

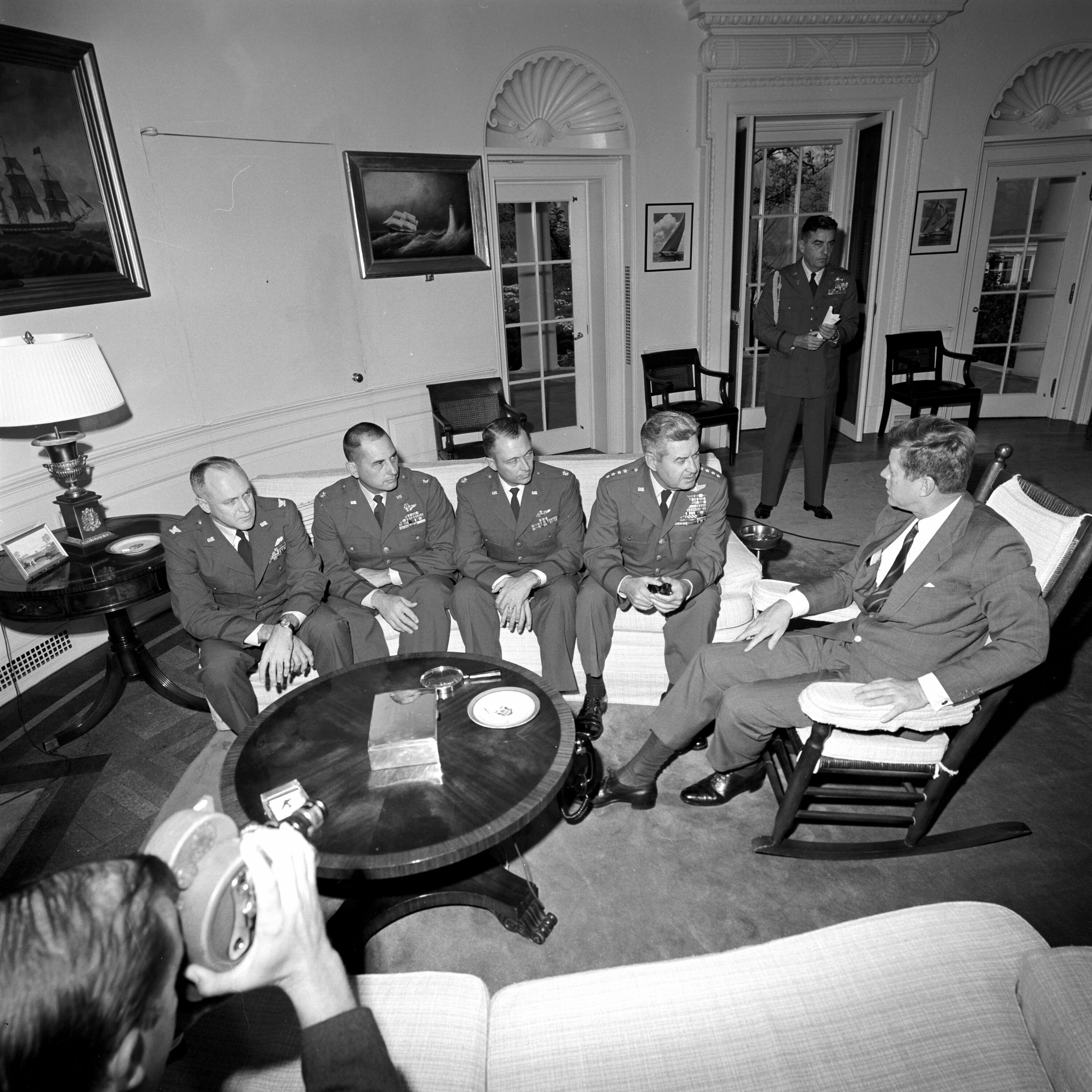
El president Kennedy es reuneix a l'oficina oval amb el general Curtis LeMay i els pilots de reconeixement que van trobar els llocs de míssils a Cuba.

Els Estats Units no tenien cap pla en vigor perquè la seva intel·ligència estava convençuda que els soviètics mai no instal·larien míssils nuclears a Cuba. EXCOMM, del qual era membre el vicepresident Lyndon B. Johnson, va discutir ràpidament diverses possibles línies d'actuació:
1. No feu res: la vulnerabilitat nord-americana als míssils soviètics no era nova.
2. Diplomàcia: utilitzeu la pressió diplomàtica per aconseguir que la Unió Soviètica elimini els míssils.
3. Enfocament secret: Oferir a Castro la possibilitat de dividir-se amb els russos o ser envaït.
4. Invasió: invasió plena de forces a Cuba i derrocament de Castro.
5. Atac aeri: ús de la Força Aèria dels Estats Units per atacar tots els llocs de míssils coneguts.
6. Bloqueig: ús de la Marina dels Estats Units per bloquejar l'arribada de míssils a Cuba.

Com es descriu a l'article, tant els Estats Units com la Unió Soviètica van considerar molts possibles resultats de les seves accions i amenaces durant la crisi (Allison, Graham T .; Zelikow, Philip D.). Aquest arbre de joc modela com els dos actors haurien tingut en compte les seves decisions. Es divideix en una forma simple per a la comprensió bàsica.

La Junta de Caps de l'Estat Major va acordar per unanimitat que l'única solució era un atac i una invasió a gran escala. Creien que els soviètics no intentarien impedir que els Estats Units conquerissin Cuba. Kennedy era escèptic:
| « | Ells, no més que nosaltres, poden deixar passar aquestes coses sense fer res. Després de totes les seves declaracions, no poden permetre'ns treure els míssils, matar molts russos i després no fer res. Si no prenen mesures a Cuba, segur que ho faran a Berlín. | » |

Kennedy va concloure que atacar Cuba per via aèria indicaria als soviètics que presumissin "una línia clara" per conquerir Berlín. Kennedy també creia que els aliats dels Estats Units pensarien en el país com "vaquers feliços" que van perdre Berlín perquè no podien resoldre pacíficament la situació cubana.

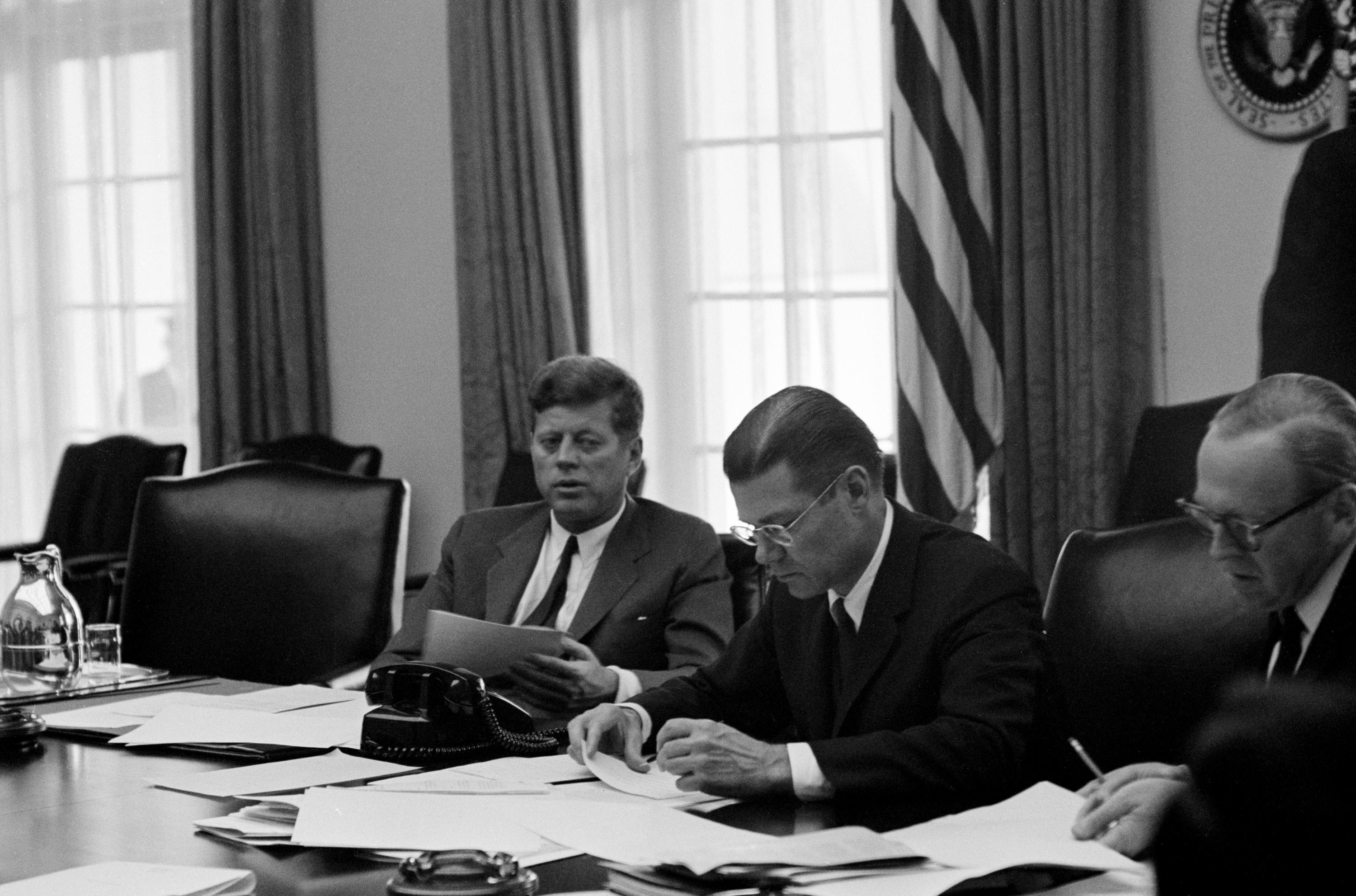
El president Kennedy i el secretari de Defensa McNamara en una reunió d'EXCOMM

A continuació, l'EXCOMM va discutir l'efecte sobre l'equilibri estratègic de poder, tant polític com militar. La Junta de Caps de l'Estat Major va creure que els míssils alterarien greument l'equilibri militar, però McNamara no va estar d'acord. Un 40 més, raonava, faria poca diferència en el balanç estratègic general. Els Estats Units ja tenien aproximadament 5.000 ogives estratègiques,:261 però la Unió Soviètica només en tenia 300. McNamara va concloure que els soviètics amb 340 no alterarien substancialment l'equilibri estratègic. El 1990, va reiterar que "no va fer cap diferència ... No es va canviar l'equilibri militar. Aleshores no m'ho creia, i ara no ho crec".
L'EXCOMM va acordar que els míssils afectarien l'equilibri polític. Kennedy havia promès explícitament al poble nord-americà menys d'un mes abans de la crisi que "si Cuba posseís una capacitat per dur a terme accions ofensives contra els Estats Units ... els Estats Units actuarien.":674–681 A més, la credibilitat entre els aliats i la gent dels Estats Units es veuria perjudicada si la Unió Soviètica semblés redreçar l'equilibri estratègic col·locant míssils a Cuba. Kennedy va explicar després de la crisi que "hauria canviat políticament l'equilibri de poder. Hauria aparegut i les aparences contribueixen a la realitat."

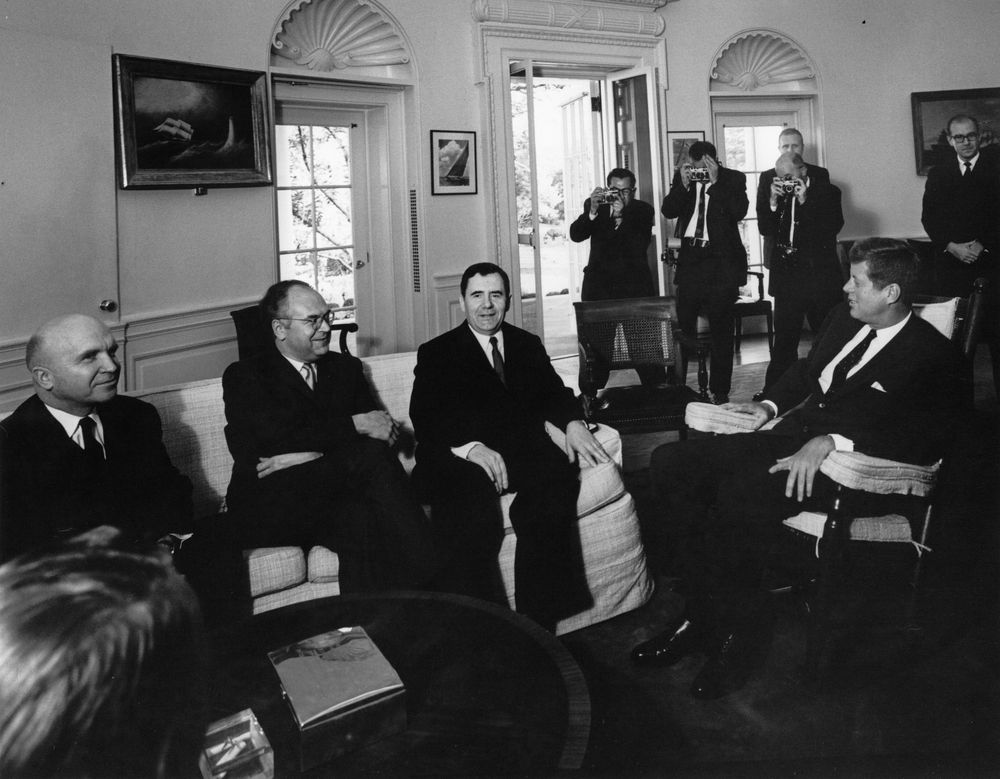
El president Kennedy es reuneix amb el ministre d'Afers Exteriors soviètic Andrei Gromiko al despatx oval (18 d'octubre de 1962)

El 18 d'octubre, Kennedy es va reunir amb el ministre d'Afers Exteriors soviètic, Andrei Gromiko, que va afirmar que les armes eren només amb finalitats defensives. Com que no volia exposar el que ja sabia i evitar entrar en pànic al públic nord-americà, Kennedy no va revelar que ja era conscient de l'acumulació de míssils. El 19 d'octubre, freqüents vols espia U-2 mostraven quatre llocs operatius.

## Plans operatius
Es van considerar dos plans operatius (OPLAN). OPLAN 316 preveia una invasió completa de Cuba per part de les unitats de l'exèrcit i de la marina, recolzades per la Marina després de la força aèria i els atacs aeris navals. Les unitats de l'exèrcit als Estats Units haurien tingut problemes per llançar actius mecanitzats i logístics, i la Marina dels Estats Units no podia subministrar prou enviament amfibi per transportar fins i tot un modest contingent blindat de l'exèrcit.
OPLAN 312, principalment una operació de portaavions de la Força Aèria i de la Marina, va ser dissenyat amb la suficient flexibilitat per fer qualsevol cosa, des de contractar llocs de míssils individuals fins a proporcionar suport aeri a les forces terrestres d'OPLAN 316.

## El bloqueig

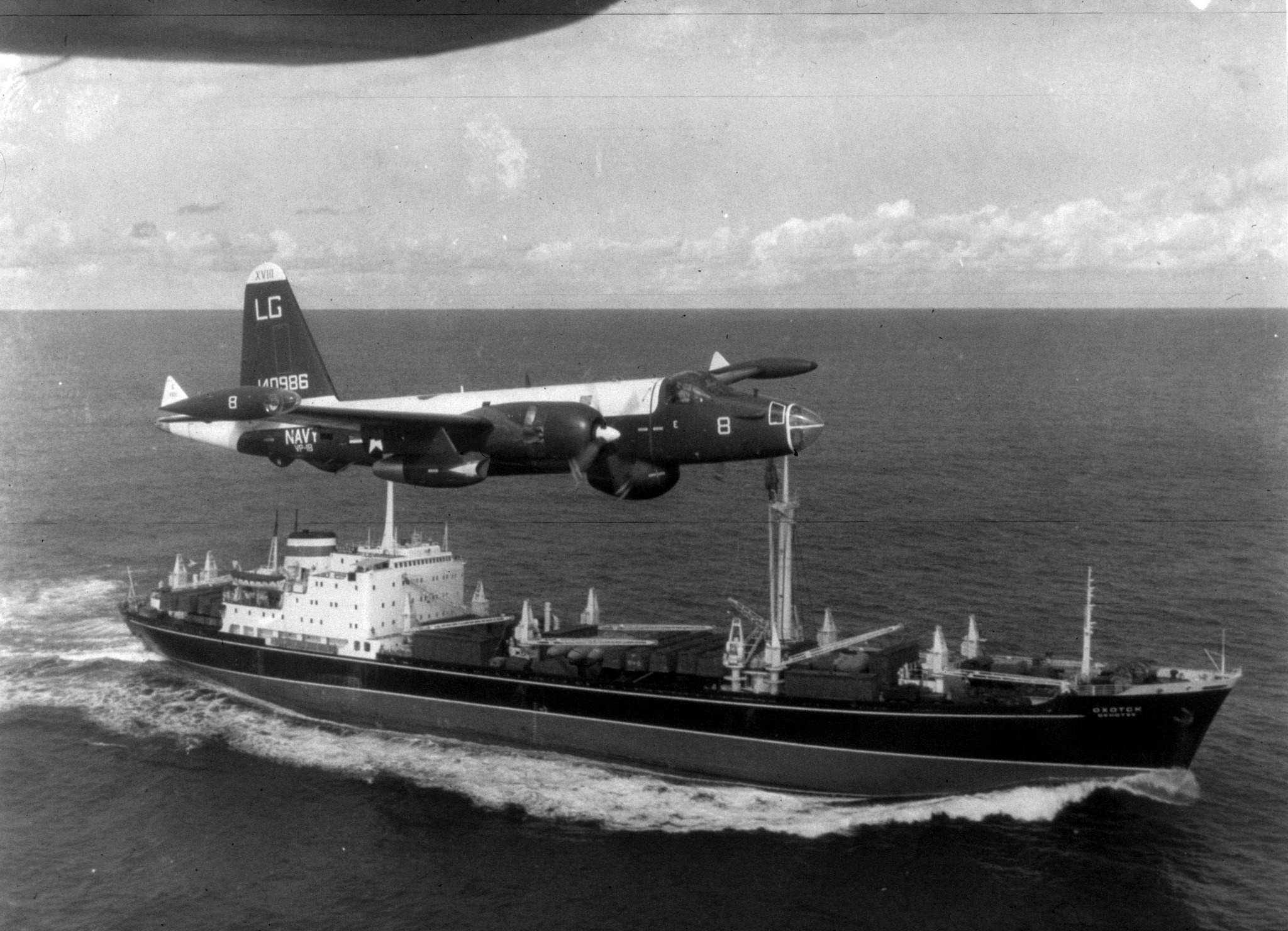
Un P-2H Neptune del VP-18 de la US Navy sobrevolant un vaixell de càrrega soviètic amb caixes d'Il-28s a la coberta durant la crisi cubana.

Kennedy es va reunir amb membres d'EXCOMM i altres màxims assessors durant el 21 d'octubre, considerant dues opcions restants: un atac aeri principalment contra les bases de míssils cubans o un bloqueig naval a Cuba. Una invasió a gran escala no era la primera opció de l'administració. McNamara va donar suport al bloqueig naval com una acció militar forta però limitada que va deixar als Estats Units el control. El terme "bloqueig" era problemàtic. Segons la legislació internacional, un bloqueig és un acte de guerra, però l'administració Kennedy no creia que els soviètics fossin provocats a atacar per un simple bloqueig. A més, experts legals del Departament d'Estat i del Departament de Justícia van concloure que es podria evitar una declaració de guerra si una altra justificació legal, basada en el Tractat de Rio per a la defensa de l'hemisferi occidental, s'obtenia a partir d'una resolució mitjançant un vot de dos terços dels membres de l'Organització d'Estats Americans (OEA).
L'almirall Anderson, cap d'operacions navals, va escriure un document de posició que va ajudar a Kennedy a diferenciar entre el que van anomenar "quarantena" d'armes ofensives i un bloqueig de tots els materials, afirmant que un bloqueig clàssic no era la intenció original. Com que tindria lloc en aigües internacionals, Kennedy va obtenir l'aprovació de l'OEA per a l'acció militar en virtut de les disposicions de defensa hemisfèrica del Tractat de Rio:
| « | La participació llatinoamericana a la quarantena implica ara dos destructors argentins que havien d'informar el comandant nord-americà de l'Atlàntic sud [COMSOLANT] a Trinitat el 9 de novembre. A més, dos destructors veneçolans (Destroyers ARV D-11 Nueva Esparta "i" ARV D-21 Zulia ") i un submarí (Caribe) havien informat a COMSOLANT, llest per al mar el 2 de novembre. El Govern de Trinitat i Tobago va oferir ús de la base naval de Chaguaramas a vaixells de guerra de qualsevol nació de l'OEA durant la "quarantena". La República Dominicana havia posat a la seva disposició un vaixell escort. Es va informar que Colòmbia estava preparada per subministrar unitats i havia enviat oficials militars als Estats Units per discutir aquesta ajuda. Els avions SA-16 a més de les forces ja compromeses amb l'operació de "quarantena". Això inicialment consistia en un bloqueig naval contra armes ofensives en el marc de l'Organització d'Estats Americans i del Tractat de Rio. Aquest bloqueig es podria ampliar per cobrir tot tipus de mercaderies i transport aeri. L'acció s'havia de reforçar amb la vigilància de Cuba. L'escenari de la CNO es va seguir de prop en la implementació posterior de la "quarantena". | » |

El 19 d'octubre, EXCOMM va formar grups de treball separats per examinar les opcions d'atac aeri i bloqueig i, a la tarda, el major suport a EXCOMM va passar a l'opció de bloqueig. Les reserves sobre el pla es van continuar expressant fins al 21 d'octubre, sent la principal preocupació que un cop el bloqueig es fes efectiu, els soviètics s'afanyarien a completar alguns dels míssils. En conseqüència, els Estats Units podrien trobar-se bombardejant míssils operatius si el bloqueig no obligava Khrusxov a retirar els míssils que ja hi havia a l'illa.

### El discurs a la nació

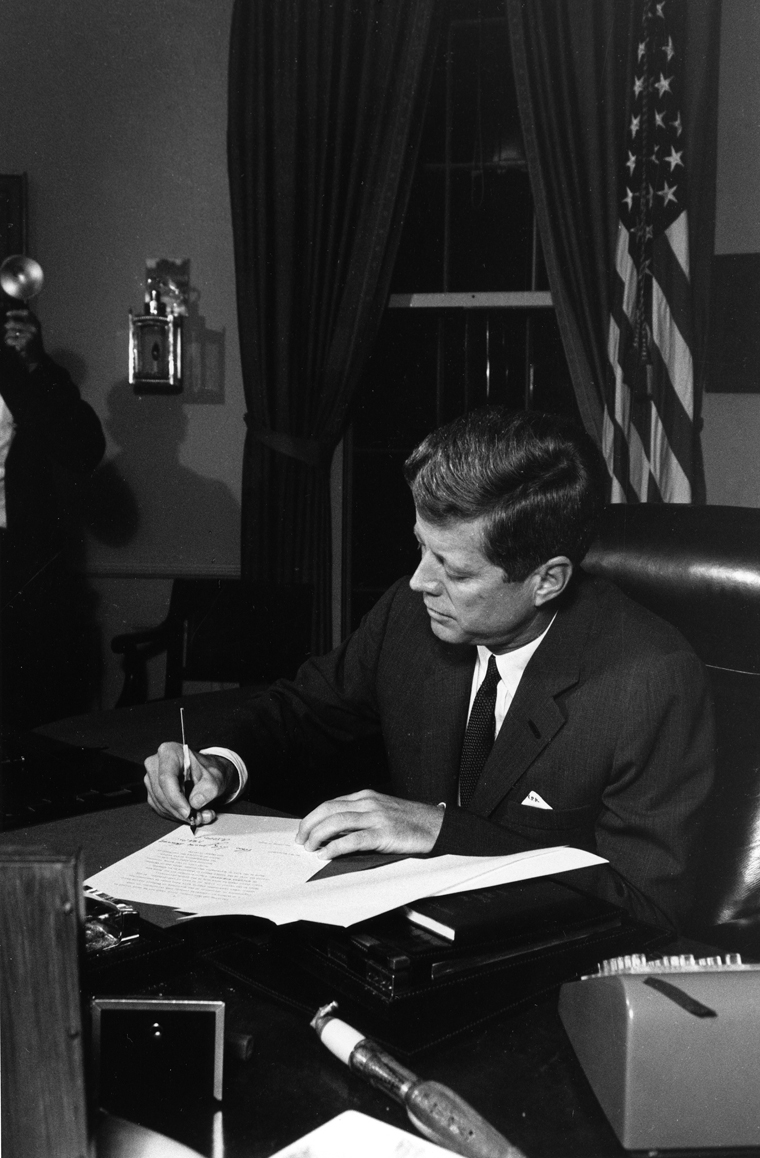
El president Kennedy signa la Proclamació per la Interdicció del Lliurament d'Armes Ofensives a Cuba al Despatx Oval el 23 d'octubre de 1962.

El 22 d'octubre, a les 3:00 pm EDT, el president Kennedy va establir formalment el Comitè Executiu (EXCOMM) amb el Memoràndum d'Acció de Seguretat Nacional (NSAM) 196. A les 5:00 pm, es va reunir amb líders del Congrés que es van oposar contenciosament a un bloqueig i van exigir un resposta més forta. A Moscou, l'ambaixador Foy D. Kohler va informar a Krusxov del bloqueig pendent i del discurs de Kennedy davant la nació. Els ambaixadors de tot el món van avisar els líders fora del Bloc Oriental. Abans del discurs, les delegacions dels Estats Units es van reunir amb el primer ministre canadenc John Diefenbaker, el primer ministre britànic Harold Macmillan, el canceller alemany occidental Konrad Adenauer, el president francès Charles de Gaulle i el secretari general de l'Organització d'Estats Americans, José Antonio Mora, per informar-los sobre la intel·ligència dels Estats Units i la seva proposta de resposta. Tots van donar suport a la posició dels Estats Units. Durant el transcurs de la crisi, Kennedy va mantenir converses telefòniques diàries amb Macmillan, que era partidari públic de les accions dels Estats Units.
Poc abans del seu discurs, Kennedy va trucar a l'expresident Dwight Eisenhower. La conversa de Kennedy amb l'expresident també va revelar que els dos estaven consultant durant la crisi dels míssils cubans. Els dos també van anticipar que Khrusxov respondria al món occidental d'una manera similar a la seva resposta durant la crisi de Suez i que acabaria possiblement negociant a Berlín.
| Discurs sobre l'acumulació d'armes a Cuba                                                   |
|                                                                                             |
| Kennedy es va dirigir a la nació el 22 d'octubre de 1962 davant l'acumulació d'armes a Cuba |
|                                                                                             |

El 22 d'octubre a les 19:00 EDT, Kennedy va pronunciar un discurs televisiu a tot el país a totes les principals xarxes anunciant el descobriment dels míssils. Va assenyalar:
| « | La política d'aquesta nació haurà de considerar qualsevol míssil nuclear llançat des de Cuba contra qualsevol nació de l'hemisferi occidental com un atac de la Unió Soviètica als Estats Units, que requereixi una resposta de represàlia completa a la Unió Soviètica. | » |

Kennedy va descriure el pla de l'administració:
| « | Per aturar aquesta acumulació ofensiva, s'inicia una estricta quarantena sobre tot l'equip militar ofensiu enviat a Cuba. Tots els vaixells de qualsevol tipus amb destinació a Cuba, des de qualsevol nació o port, seran retrocedits, si es troba que contenen càrregues d'armes ofensives. Aquesta quarantena s'estendrà, si cal, a altres tipus de càrrega i transportistes. No obstant això, en aquest moment no negem les necessitats de la vida com van intentar fer els soviètics en el seu bloqueig de Berlín de 1948. | » |

.
Durant el discurs, una directiva va sortir a totes les forces dels Estats Units a tot el món, col·locant-los en DEFCON 3. El creuer pesat USS Newport News va ser designat nau capitana per al bloqueig, amb el destructor USS Leary com a escorta. L'escriptor de discursos de Kennedy, Ted Sorensen, va afirmar el 2007 que l'adreça a la nació era "el discurs més important de Kennedy històricament, pel que fa al seu impacte en el nostre planeta".

### La crisi s'aprofundeix

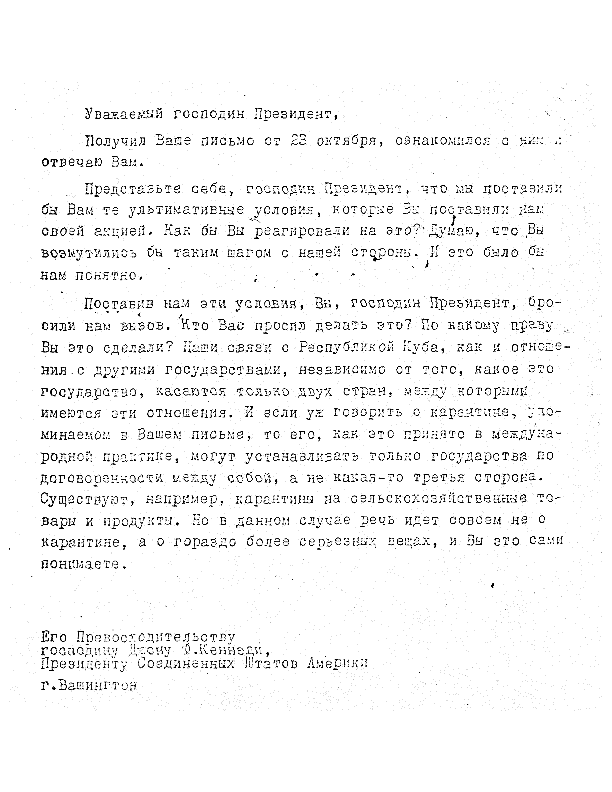
Carta del primer secretari soviètic Khrusxov el 24 d'octubre de 1962 a Kennedy on s'afirma que el bloqueig de Cuba "constitueix un acte d'agressió ..."

El 23 d'octubre, a les 11:24 del matí EDT, un cable, redactat per George Wildman Ball a l'ambaixador dels Estats Units a Turquia i l'OTAN, els va notificar que estaven considerant fer una oferta per retirar els míssils estatunidencs gairebé obsolets d'Itàlia i Turquia, a canvi de la retirada soviètica de Cuba. Els funcionaris turcs van respondre que "ressentirien profundament" qualsevol comerç que impliqués la presència de míssils nord-americans al seu país. Dos dies després, el matí del 25 d'octubre, el periodista nord-americà Walter Lippmann va proposar el mateix a la seva columna sindicada. Castro va reafirmar el dret de defensa personal de Cuba i va dir que totes les seves armes eren defensives i que Cuba no permetria una inspecció.

### Resposta internacional
Tres dies després del discurs de Kennedy, el Diari del Poble xinès va anunciar que "650.000.000 de xinesos i xineses estaven al costat del poble cubà." A Alemanya Occidental, els diaris van donar suport a la resposta dels Estats Units contrastant-la amb les febles accions nord-americanes a la regió durant els mesos precedents. També van expressar certa por que els soviètics poguessin prendre represàlies a Berlín. A França, el 23 d'octubre, la crisi va arribar a la primera pàgina de tots els diaris. L'endemà, un editorial a Le Monde va expressar el seu dubte sobre l'autenticitat de les proves fotogràfiques de la CIA. Dos dies després, després de la visita d'un agent de la CIA d'alt rang, el diari va acceptar la validesa de les fotografies. També a França, al número de Le Figaro del 29 d'octubre, Raymond Aron va escriure en suport de la resposta nord-americana. El 24 d'octubre, el papa Joan XXIII va enviar un missatge a l'ambaixada soviètica a Roma perquè el transmetessin al Kremlin en què expressava la seva preocupació per la pau. En aquest missatge va afirmar: "Pregem a tots els governs que no continuïn sords davant d'aquest crit d'humanitat. Que facin tot el que estigui al seu abast per salvar la pau".

### Transmissió i comunicacions soviètiques
La crisi continuava sense parar i, al vespre del 24 d'octubre, l'agència de notícies soviètica TASS va transmetre un telegrama de Khrusxov a Kennedy en què Khrusxov advertia que la "pirateria directa" dels Estats Units conduiria a la guerra. Això va ser seguit a les 21:24 per un telegrama de Khrusxov a Kennedy, que va ser rebut a les 22:52 EDT. Khrusxov afirmava que: "si penseu la situació actual amb el cap fred sense deixar pas a la passió, entendreu que la Unió Soviètica no es pot permetre no refusar les despòtiques demandes dels Estats Units" i que la Unió Soviètica veu el bloqueig com "una acte d'agressió" i els seus vaixells rebran instruccions que l'ignorin. Després del 23 d'octubre, les comunicacions soviètiques amb els Estats Units van mostrar cada vegada més indicis d'haver estat precipitades. Sens dubte, producte de la pressió, no era estrany que Khrusxov es repetís i enviés missatges sense edició senzilla. Quan el president Kennedy va donar a conèixer les seves agressives intencions d'un possible atac aeri seguit d'una invasió a Cuba, Khrusxov va buscar ràpidament un compromís diplomàtic. Les comunicacions entre les dues superpotències havien entrat en un període únic i revolucionari; amb la recentment desenvolupada amenaça de destrucció mútua mitjançant el desplegament d'armes nuclears, la diplomàcia demostrava ara com el poder i la coerció podrien dominar les negociacions.

### El nivell d'alerta dels Estats Units augmenta

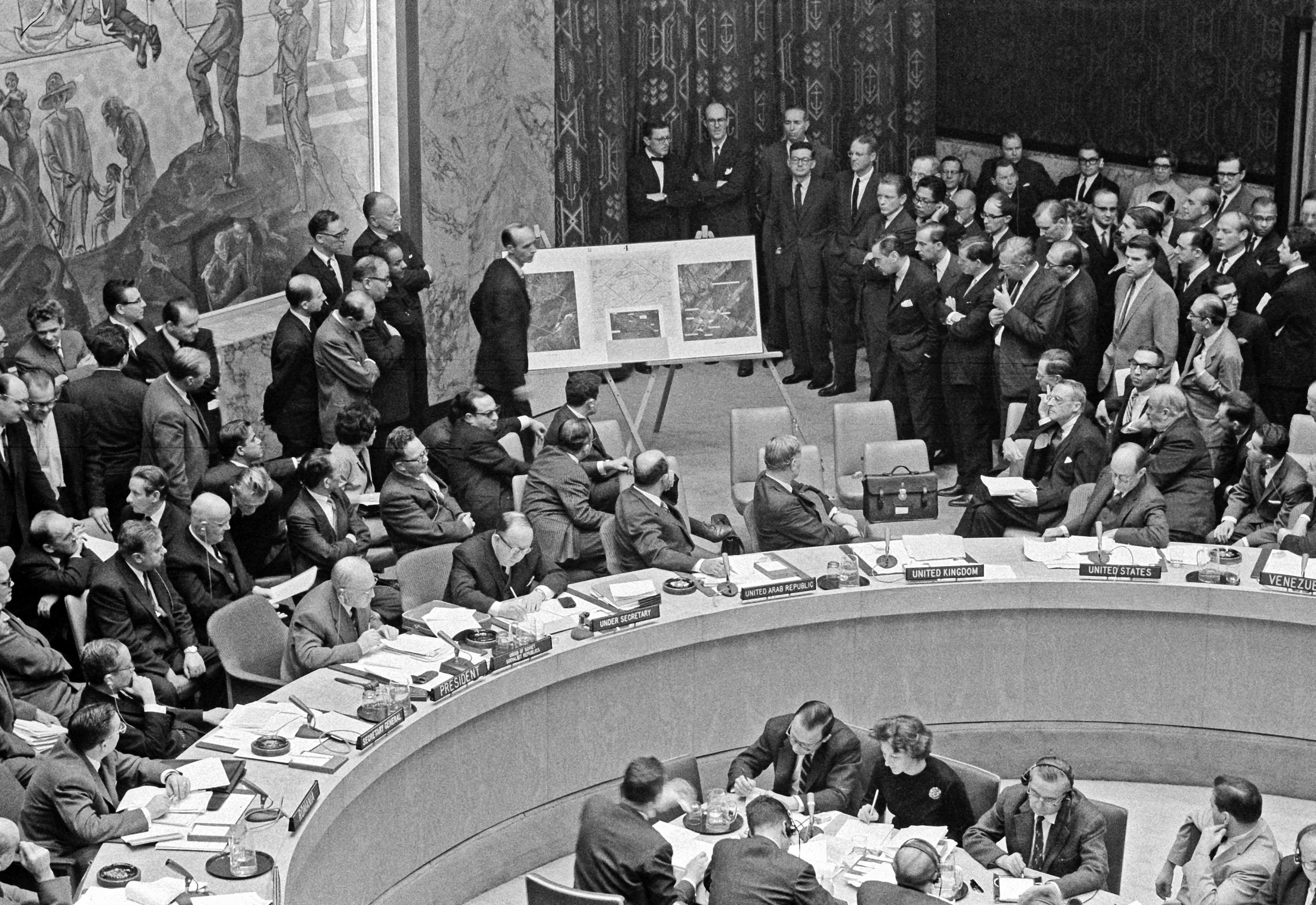
Adlai Stevenson mostra les fotos aèries de míssils cubans a les Nacions Unides, el 25 d'octubre de 1962.

Els Estats Units van sol·licitar una reunió d'emergència del Consell de Seguretat de les Nacions Unides el 25 d'octubre. L'ambaixador dels Estats Units a les Nacions Unides, Adlai Stevenson, es va enfrontar a l'ambaixador soviètic Valerian Zorin en una reunió d'emergència del Consell de Seguretat, desafiant-lo a admetre l'existència dels míssils. L'ambaixador Zorin es va negar a respondre. L'endemà a les 22:00 hores EDT, els Estats Units van elevar el nivell de preparació de les forces SAC a DEFCON 2. Per l'única vegada confirmada a la història dels Estats Units, els bombarders B-52 van estar en alerta contínua aèria i els bombarders mitjans B-47 van ser dispersats. a diversos camps d'aviació militars i civils i preparats per enlairar-se, totalment equipats, amb un preavís de 15 minuts. Un vuitè dels 1.436 bombarders del SAC estaven en alerta aèria i uns 145 míssils balístics intercontinentals estaven en alerta, alguns dels quals dirigits a Cuba, i el Comandament de Defensa Aèria (ADC) van desplegar 161 interceptors armats nuclears a 16 camps de dispersió dins de nou hores, amb un terç mantenint l'estat d'alerta de 15 minuts. Vint-i-tres B-52 amb armes nuclears van ser enviades a punts d'òrbita a una distància sorprenent de la Unió Soviètica perquè creguessin que els Estats Units eren seriosos. Jack J. Catton va estimar més tard que al voltant del 80 per cent dels avions de SAC estaven preparats per al llançament durant la crisi; David A. Burchinal va recordar que, per contra:
| « | Els russos estaven estorats i ho sabíem. No van fer cap moviment. No van augmentar l'alerta; no van augmentar cap vol ni la seva postura de defensa aèria. No van fer res, es van congelar al seu lloc. Mai no vam estar més lluny de la guerra nuclear que a l'època de Cuba, mai més lluny. | » |

El 22 d'octubre, el Comandament Aeri Tàctic (TAC) tenia 511 caces més cisternes de suport i avions de reconeixement desplegats per enfrontar-se a Cuba en estat d'alerta d'una hora. TAC i el Servei de Transport Aeri Militar van tenir problemes. La concentració d'aeronaus a Florida va tensar els esglaons de comandament i suport, que es van enfrontar a una minoria crítica en seguretat, armament i comunicacions; l'absència d'autorització inicial per a les reserves de guerra de municions convencionals va obligar el TAC a escandir; i la manca d'actius de transport aeri per donar suport a una important caiguda aèria va fer necessària la convocatòria de 24 esquadrons de reserva.
El 25 d'octubre a la 1: 45 am EDT, Kennedy va respondre al telegrama de Khrusxov afirmant que els Estats Units es van veure obligats a accionar després de rebre reiterades garanties de que no es posaven míssils ofensius a Cuba i, quan les garanties van resultar ser falses, el desplegament " va requerir les respostes que he anunciat ... Espero que el vostre govern prendrà les mesures necessàries per permetre la restauració de la situació anterior. "

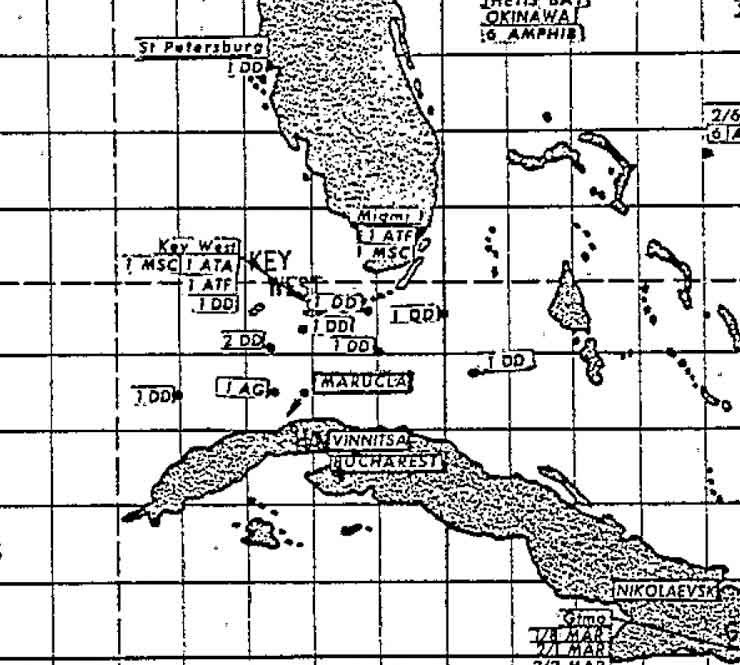
Un mapa desclassificat utilitzat per la Flota Atlàntica de la Marina dels Estats Units que mostra la posició dels vaixells nord-americans i soviètics en plena crisi.

### El bloqueig és desafiat
El 25 d'octubre a les 7:15 am EDT, l'USS Essex i l'USS Gearing van intentar interceptar el Bucarest, però no ho van fer. Bastant segur que el petrolier no contenia cap material militar, els Estats Units li van permetre passar a través del bloqueig. Més tard aquest mateix dia, a les 05:43 de la tarda, el comandant del bloqueig va ordenar el destructor USS Joseph P. Kennedy Jr. per interceptar i abordés el vaixell de càrrega liban+es Marucla'. Això va tenir lloc l'endemà i el Marucla va travessar el bloqueig després de revisar la seva càrrega.
A les 5:00 pm EDT del 25 d'octubre, William Clements va anunciar que els míssils a Cuba encara s'estaven treballant activament. Aquest informe va ser verificat posteriorment per un informe de la CIA que suggeria que no hi havia hagut cap desacceleració. Com a resposta, Kennedy va emetre el Memoràndum d'Acció de Seguretat 199, que autoritzava la càrrega d'armes nuclears a avions sota el comandament de SACEUR, que tenia el deure de realitzar els primers atacs aeris sobre la Unió Soviètica. Kennedy va afirmar que el bloqueig va tenir èxit quan l'URSS va tornar enrere catorze vaixells que presumptament portaven armes ofensives. La primera indicació d'això va provenir d'un informe del GCHQ britànic enviat a la Sala de Situació de la Casa Blanca que contenia comunicacions interceptades de vaixells soviètics que informaven de les seves posicions. El 24 d'octubre, el Kislovodsk, un vaixell de càrrega soviètic, va informar d'una posició al nord-est d'on havia estat 24 hores abans indicant que havia "interromput" el seu viatge i que es va tornar cap al Bàltic. L'endemà, es va informar que hi havia més vaixells que originalment anaven a Cuba que havien alterat el seu rumb.

### Pugen les apostes
L'endemà al matí, 26 d'octubre, Kennedy va informar l'EXCOMM que creia que només una invasió retiraria els míssils de Cuba. El van convèncer de donar temps a la qüestió i continuar amb la pressió militar i diplomàtica. Va acceptar i va ordenar que els vols de baix nivell sobre l'illa passessin de dos al dia a cada dues hores. També va ordenar un programa de xoc per establir un nou govern civil a Cuba si es produïa una invasió.
En aquest moment, la crisi es trobava en un punt mort. Els soviètics no havien mostrat cap indici que retrocedissin i havien fet declaracions intergovernamentals i mitjans públics en aquest sentit. Els Estats Units no tenien cap motiu per creure el contrari i es trobaven en les primeres etapes de la preparació per a una invasió, juntament amb una vaga nuclear a la Unió Soviètica si responia militarment, cosa que se suposava. Kennedy no tenia intenció de mantenir aquests plans en secret; amb una sèrie d'espies cubans i soviètics presents per sempre, Khrusxov va ser ràpidament conscient d'aquest perill que s'acostava.
L'amenaça implícita d'atacs aeris contra Cuba seguida d'una invasió va permetre als Estats Units exercir pressió en futures converses. Va ser la possibilitat d'una acció militar la que va tenir un paper influent en l'acceleració de la proposta de compromís de Khrusxov. Al llarg de la fase final d'octubre, les comunicacions soviètiques als Estats Units van indicar una defensiva creixent. La creixent tendència de Khrusxov a utilitzar comunicacions poc redactades i ambigües durant les negociacions de compromís va augmentar la confiança i la claredat dels Estats Units en la missatgeria. No obstant això, les principals figures soviètiques no van esmentar que només el govern cubà podia acceptar les inspeccions del territori i fer contínuament gestions relacionades amb Cuba sense el coneixement del mateix Fidel Castro. Segons Dean Rusk, Khrusxov "va parpellejar", va començar a entrar en pànic de les conseqüències del seu propi pla i això es va reflectir en el to dels missatges soviètics. Això va permetre als Estats Units dominar en gran manera les negociacions a finals d'octubre.

## Negociacions secretes
A la 1:00 pm EDT del 26 d'octubre, John A. Scali d'ABC News va dinar amb Aleksandr Fomin, l'alies d'Alexander Feklisov, el cap de l'estació del KGB a Washington, a petició de Fomin. Seguint les instruccions del Politburó del PCUS, Fomin va assenyalar: "La guerra sembla a punt d'esclatar". Va demanar a Scali que utilitzés els seus contactes per parlar amb els seus "amics d'alt nivell" del Departament d'Estat per veure si els Estats Units estarien interessats en una solució diplomàtica. Va suggerir que el llenguatge de l'acord contindria una garantia de la Unió Soviètica per retirar les armes sota la supervisió de l'ONU i que Castro anunciaria públicament que no acceptaria aquestes armes de nou a canvi d'una declaració pública dels Estats Units que no ho acceptaria. envaeix Cuba. Els Estats Units van respondre demanant al govern brasiler que passés un missatge a Castro segons el qual seria improbable que els Estats Units envaïssin si es retiressin els míssils.
Senyor president, nosaltres i vosaltres no hauríem de tirar ara dels extrems de la corda en què heu lligat el nus de la guerra, perquè com més estirem els dos, més estret serà aquest nus. I pot arribar un moment en què aquest nus estigui lligat tan fort que fins i tot aquell que el va lligar no tindrà la força per deslligar-lo, i llavors caldrà tallar aquest nus, i el que això significaria no és que jo ho expliqui per a vostè, perquè vostè mateix enten perfectament quines forces terribles disposen els nostres països.
En conseqüència, si no hi ha intenció d'estrenyir aquest nus i, per tant, de condemnar el món a la catàstrofe de la guerra termonuclear, no només relaxem les forces que treuen els extrems de la corda, prenem mesures per deslligar aquest nus. Estem preparats per a això.
- Carta del president Khrusxov al president Kennedy, 26 d'octubre de 1962
El 26 d'octubre a les 18:00 EDT, el Departament d'Estat va començar a rebre un missatge que Khrusxov semblava haver escrit personalment. Era dissabte a les 2:00 del matí a Moscou. La llarga carta va trigar uns quants minuts a arribar i els traductors van trigar més a traduir-la i transcriure-la.
Robert F. Kennedy va descriure la carta com a "molt llarga i emotiva". Khrusxov reiterava l'esquema bàsic que s'havia dit a Scali al principi del dia: "Proposo: nosaltres, per la nostra banda, declararem que els nostres vaixells amb destinació a Cuba no porten cap armament. Declarareu que els Estats Units no envairan Cuba amb les seves tropes i no donarà suport a cap altra força que pugui tenir la intenció d'envair Cuba. Aleshores desapareixerà la necessitat de la presència dels nostres especialistes militars a Cuba ". A les 6:45 pm EDT, finalment es va escoltar la notícia de l'oferta de Fomin a Scali i es va interpretar com un "dispositiu" per a l'arribada de la carta de Khrusxov. La carta es va considerar oficial i exacta, tot i que després es va saber que Fomin gairebé segur funcionava per si mateix sense el suport oficial. S'ordenà un estudi addicional de la carta i se seguí durant la nit.

### La crisi continua

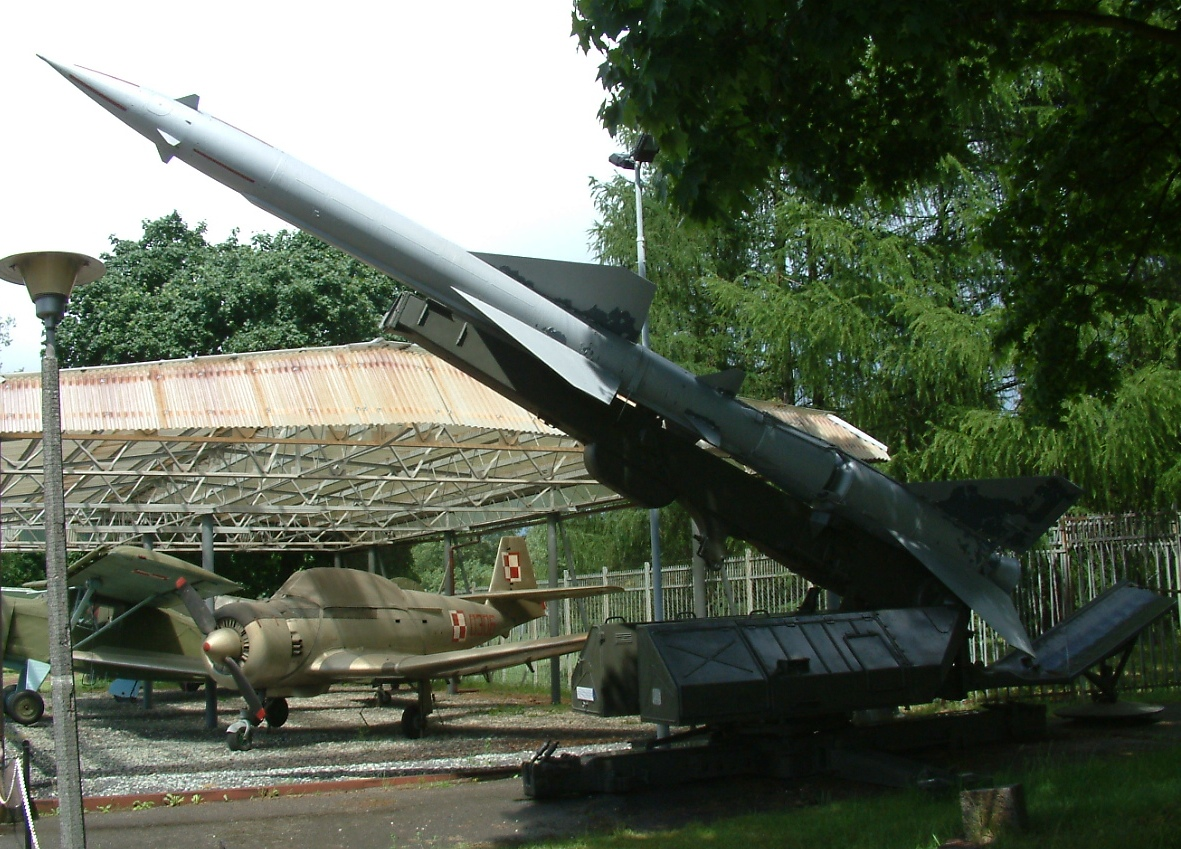
S-75 Dvina amb míssil V-750V 1D (pauta NATO SA-2) sobre un llançador. Una instal·lació similar a aquesta va fer caure l'U-2 del major Anderson sobre Cuba.

Castro, en canvi, estava convençut que aviat s'acostaria una invasió de Cuba i el 26 d'octubre va enviar un telegrama a Khrusxov que semblava demanar un atac nuclear preventiu als Estats Units en cas d'atac. En una entrevista del 2010, Castro va expressar el seu pesar per la seva postura anterior sobre el primer ús: "Després d'haver vist el que he vist i saber el que sé ara, no valia la pena". Castro també va ordenar que totes les armes antiaèries de Cuba disparessin contra qualsevol avió dels Estats Units: les ordres havien estat disparar només a grups de dos o més. El 27 d'octubre, a les 6:00 am EDT, la CIA va lliurar una nota informant que tres dels quatre llocs de míssils de San Cristóbal i els dos de Sagua la Grande semblaven estar plenament operatius. També va assenyalar que l'exèrcit cubà continuava organitzant-se per a l'acció, però tenia l'ordre de no iniciar l'acció tret que fos atacat.
El 27 d'octubre, a les 9:00 am EDT, Ràdio Moscou va començar a emetre un missatge de Khrusxov. Contràriament a la carta de la nit anterior, el missatge oferia un nou tracte: els míssils de Cuba serien retirats a canvi de la retirada dels míssils Júpiter d'Itàlia i Turquia. A les 10:00 del matí EDT, el comitè executiu es va reunir de nou per debatre la situació i va arribar a la conclusió que el canvi del missatge es deu al debat intern entre Khrusxov i altres funcionaris del partit al Kremlin.:300  Kennedy es va adonar que estaria en una "posició insostenible si això es converteix en la proposta de Khrusxov" perquè els míssils a Turquia no eren útils militarment i de totes maneres es retiraven i "Va a - per a qualsevol home de les Nacions Unides o qualsevol altre home racional, semblarà un comerç molt just ". Bundy va explicar per què no es podia considerar l'aquiescència pública de Khrusxov: "L'amenaça actual a la pau no es troba a Turquia, és a Cuba."
McNamara va assenyalar que un altre petroler, el Grozny, estava a uns 970 km i havia de ser interceptat. També va assenyalar que no havien informat els soviètics de la línia de bloqueig i va suggerir que els transmetés aquesta informació a través de U Thant a les Nacions Unides.

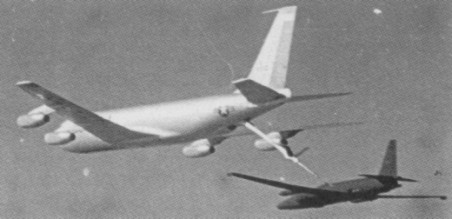
Un Lockheed U-2F, el tipus de reconeixement a gran altitud abatut sobre Cuba, va ser alimentat per un Boeing KC-135Q. L'avió el 1962 es va pintar de gris i portava marques militars de la USAF i insígnies nacionals.

Mentre la reunió avançava, a les 11:03 am EDT, un nou missatge va començar a arribar des de Khrusxov. El missatge deia, en part:
| « | Els molesta Cuba. Diuen que això els pertorba perquè es troba a noranta-nou milles per mar de la costa dels Estats Units d'Amèrica. Però ... han posat míssils destructius, que anomenen ofensius, a Itàlia i Turquia, literalment al nostre costat ... Per tant, faig aquesta proposta: estem disposats a eliminar de Cuba els mitjans que considerin ofensius ... Els vostres representants faran una declaració segons la qual els Estats Units ... ... traurà els seus mitjans anàlegs de Turquia ... i després, les persones encomanades pel Consell de Seguretat de les Nacions Unides podrien inspeccionar in situ el compliment de les promeses realitzades ". | » |

El comitè executiu es va continuar reunint durant tot el dia.
Durant tota la crisi, Turquia havia afirmat reiteradament que estaria molest si es retiressin els míssils Jupiter. El primer ministre italià, Amintore Fanfani, que també era ministre d'Exteriors ad interim, es va oferir a permetre la retirada dels míssils desplegats a la Pulla com a punt de negociació. Va donar el missatge a un dels seus amics de més confiança, Ettore Bernabei, el director general de RAI-TV, per transmetre-ho a Arthur M. Schlesinger Jr.. Bernabei es trobava a Nova York per assistir a una conferència internacional sobre emissió de televisió per satèl·lit. Desconeguts pels soviètics, els Estats Units consideraven els míssils Júpiter obsolets i ja suplantats pels míssils submarins balístics nuclears Polaris.

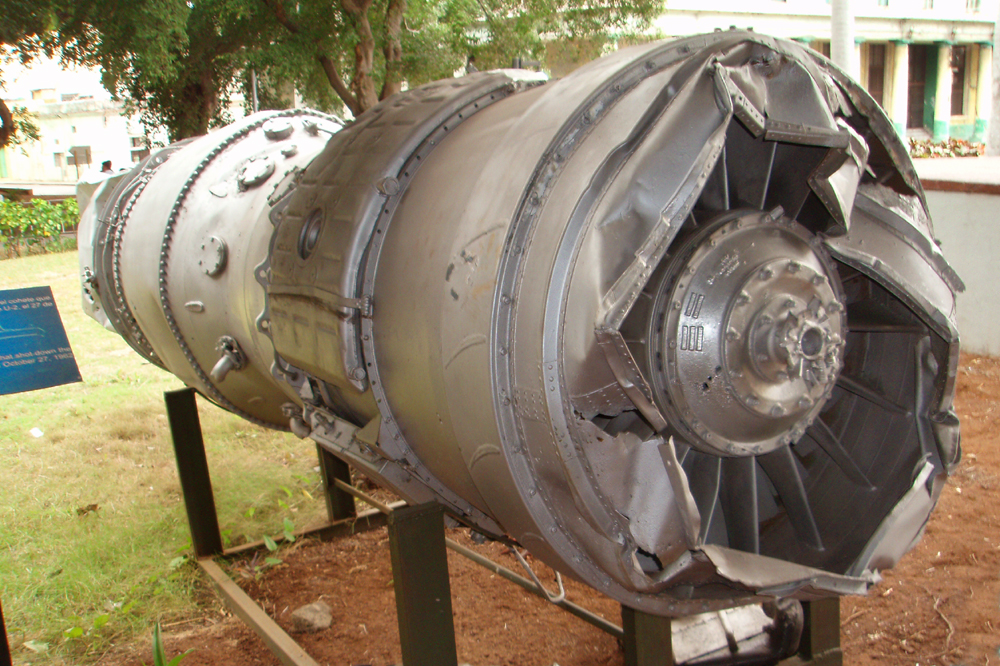
El motor del Lockheed U-2 va caure sobre Cuba exposat al Museu de la Revolució de l'Havana.

El matí del 27 d'octubre, un U-2F (el tercer CIA U-2A, modificat per repostar aire-aire) pilotat pel major Rudolf Anderson de la USAF,, va sortir de la seva ubicació operativa avançada a McCoy AFB, Florida. Aproximadament a les 12:00 pm EDT, l'avió va ser atacat per un míssil SA-2 llançat des de Cuba. L'avió va ser abatut i Anderson va morir. L'estrès en les negociacions entre els soviètics i els Estats Units es va intensificar; només es va creure més tard que la decisió de disparar el míssil la va prendre localment un comandant soviètic indeterminat, que actuava per la seva pròpia autoritat. Més tard, aquell dia, cap a les 3:41 pm EDT, es van disparar diversos avions de la Marina dels Estats Units RF-8A Crusader, en missions de reconeixement fotogràfic de baix nivell.
El 28 d'octubre de 1962, Khrusxov va dir al seu fill Sergei que l'abatiment de l'U-2 d'Anderson va ser realitzat pels "militars cubans a la direcció de Raul Castro".
A les 16:00 EDT, Kennedy va retirar membres d'EXCOMM a la Casa Blanca i va ordenar que s'enviés immediatament un missatge a U Thant per demanar als soviètics que suspenguessin els treballs dels míssils mentre es duien a terme les negociacions. Durant la reunió, el general Maxwell Taylor va donar la notícia que l'U-2 havia estat abatut. Kennedy havia afirmat anteriorment que ordenaria un atac contra aquests llocs si es disparava, però va decidir no actuar tret que es fes un altre atac. Quaranta anys després, McNamara va dir:
| « | Vam haver d'enviar un U-2 per obtenir informació de reconeixement sobre si els míssils soviètics estaven operatius. Vam creure que si l'U-2 era abatut, els cubans no tenien la capacitat de disparar-lo, els soviètics sí, creiem que si era abatut, seria abatut per un míssil soviètic terra-aire, i que representaria una decisió dels soviètics d'escalar el conflicte. I, per tant, abans d'enviar l'U-2, vam acordar que si es va disparar no ens trobaríem, simplement atacaríem. Va ser abatut el divendres .... Afortunadament, vam canviar d'opinió, vam pensar que “bé, potser hauria estat un accident, no atacarem”. Més tard, ens assabentem que Khrusxov havia raonat igual que nosaltres: enviem l'U-2, si va ser abatut, va raonar que creuríem que era una escalada intencionada. | » |

Ellsberg va dir que Robert Kennedy li va dir el 1964 que després de l'abatiment de l'U-2 i la mort del pilot, ell (RFK) va dir a l'ambaixador soviètic Dobrinin: “Han vessat la primera sang ... [T] el president havia decidit desaconsellar-se ... no respondre militarment a aquest atac, però ell [Dobrinin] hauria de saber que si es disparés un altre avió, ... trauríem tots els SAM i antiaeris ... I això gairebé ho faria segur que anirà seguit d'una invasió."

### Esbossant una resposta
Els emissaris enviats tant per Kennedy com per Khrusxov van acordar reunir-se al restaurant xinès Yenching Palace al barri de Cleveland Park, a Washington, DC, el dissabte al vespre, 27 d'octubre. Kennedy va suggerir prendre l'oferta de Khrusxov per canviar els míssils. Desconegut per la majoria dels membres de l'EXCOMM, però amb el suport del seu germà President, Robert Kennedy s'havia reunit amb l'ambaixador soviètic Dobrinin a Washington per descobrir si les intencions eren genuïnes. Generalment, EXCOMM estava en contra de la proposta perquè minaria l'autoritat de l'OTAN i el govern turc havia declarat reiteradament que estava en contra d'aquest tipus de tractes.
A mesura que avançava la reunió, va sorgir un nou pla i Kennedy es va convèncer lentament. El nou pla demanava que ignorés l'últim missatge i, en canvi, tornés a l'anterior de Khrusxov. Kennedy inicialment dubtava, sentint que Khrusxov deixaria d'acceptar l'acord perquè se n'havia ofert un de nou, però Llewellyn Thompson va argumentar que encara era possible. L'assessor i assessor especial de la Casa Blanca Ted Sorensen i Robert Kennedy van abandonar la reunió i van tornar 45 minuts després, amb un esborrany de carta a aquest efecte. El president va fer diversos canvis, el va fer escriure i el va enviar.

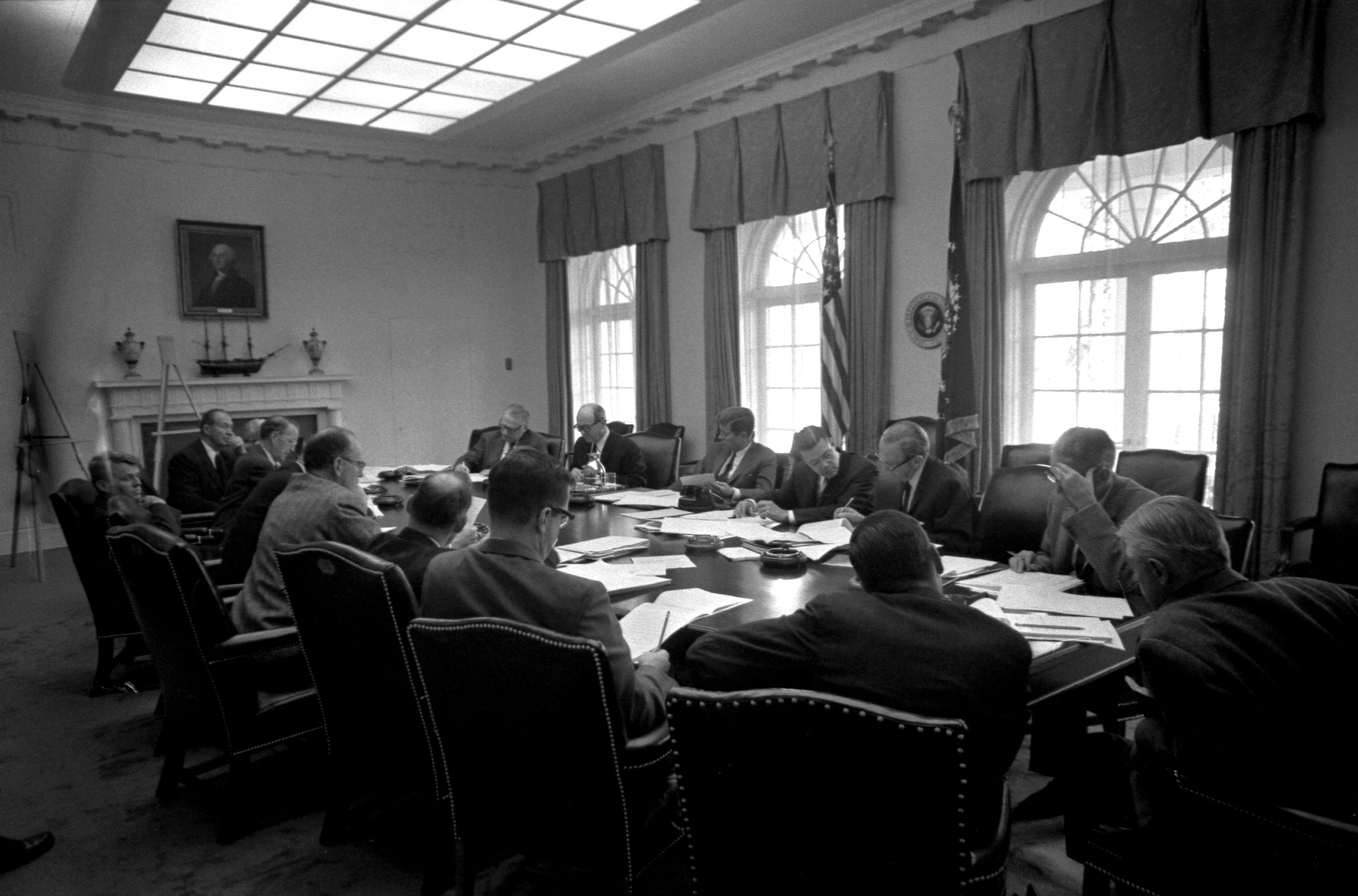
29 d'octubre de 1962 reunió EXCOMM celebrada a la sala del gabinet de la Casa Blanca. El president Kennedy, Robert McNamara i Dean Rusk.

Després de la reunió EXCOMM, va continuar una reunió més petita al Despatx oval. El grup va argumentar que s'hauria de subratllar la carta amb un missatge oral dirigit a Dobrinin que afirmava que si no es retiraven els míssils, s'utilitzaria una acció militar per retirar-los. Rusk va afegir una condició que cap part del llenguatge de l'acord esmentaria Turquia, però hi hauria una comprensió que els míssils serien retirats "voluntàriament" immediatament després. El president va acceptar i es va enviar el missatge.
A petició de Rusk, Fomin i Scali es van retrobar. Scali va preguntar per què les dues cartes de Khrusxov eren tan diferents, i Fomin va afirmar que era a causa de les "pobres comunicacions". Scali va respondre que la reclamació no era creïble i va cridar que creia que es tractava d'una "xantatge pudent". Va afirmar que una invasió estava a poques hores de distància, i Fomin va declarar que Khrusxov s'esperava una resposta al missatge dels Estats Units en breu i va instar Scali a dir al Departament d'Estat que no es pretenia cap traïció. Scali va dir que no creia que ningú el cregués, però va acceptar enviar el missatge. Els dos van seguir camins diferents, i Scali va escriure immediatament una nota per a EXCOMM.
Dins de l'establiment nord-americà, s'entenia que ignorar la segona oferta i tornar a la primera posava Khrusxov en una situació terrible. Es van continuar els preparatius militars i es va recuperar tot el personal de la Força Aèria en servei actiu a les seves bases per a una possible acció. Posteriorment, Robert Kennedy va recordar l'estat d'ànim: "No havíem abandonat tota esperança, però quina esperança hi havia ara amb la revisió de Khrusxov en les pròximes hores. Era una esperança, no pas una expectativa. L'expectativa era l'enfrontament militar el dimarts (30 d'octubre) i, possiblement, demà (29 d'octubre) ...."
A les 20:05 pm EDT, es va lliurar la carta redactada abans del dia. El missatge deia: "A mesura que llegia la vostra carta, els elements clau de les vostres propostes, que semblen generalment acceptables tal com les entenc, són els següents: 1) Acceptareu eliminar aquests sistemes d'armes de Cuba sota l'observació i supervisió adequades de les Nacions Unides ; i ens comprometem, amb els protectors de seguretat adequats, a aturar la introducció posterior d'aquests sistemes d'armes a Cuba. continuació d'aquests compromisos (a) per eliminar amb promptitud les mesures de quarantena vigents i (b) per donar garanties contra la invasió de Cuba ". La carta també es va donar a conèixer directament a la premsa per garantir que no es pogués "retardar". Amb la carta lliurada, hi havia un acord sobre la taula. Com va assenyalar Robert Kennedy, hi havia poques expectatives que fos acceptada. A les 9:00 pm EDT, EXCOMM es va tornar a reunir per revisar les accions de l'endemà. Es van elaborar plans per a atacs aeris als llocs dels míssils, així com altres objectius econòmics, especialment l'emmagatzematge de petroli. McNamara va afirmar que havien de "tenir dues coses a punt: un govern per a Cuba, perquè en necessitarem una; i, en segon lloc, els plans de com respondre a la Unió Soviètica a Europa, perquè segur que, dimonis, ho faran fes alguna cosa allà".
El 27 d'octubre, a les 12:12 h EDT, els Estats Units van informar els seus aliats de l'OTAN que "la situació s'està reduint ... els Estats Units poden trobar-ho necessari en molt poc temps en el seu interès i el de les seves nacions a l'hemisferi occidental per prendre qualsevol acció militar que sigui necessària ". Per afegir la preocupació, a les 6:00 del matí, la CIA va informar que tots els míssils de Cuba estaven preparats per a l'acció.

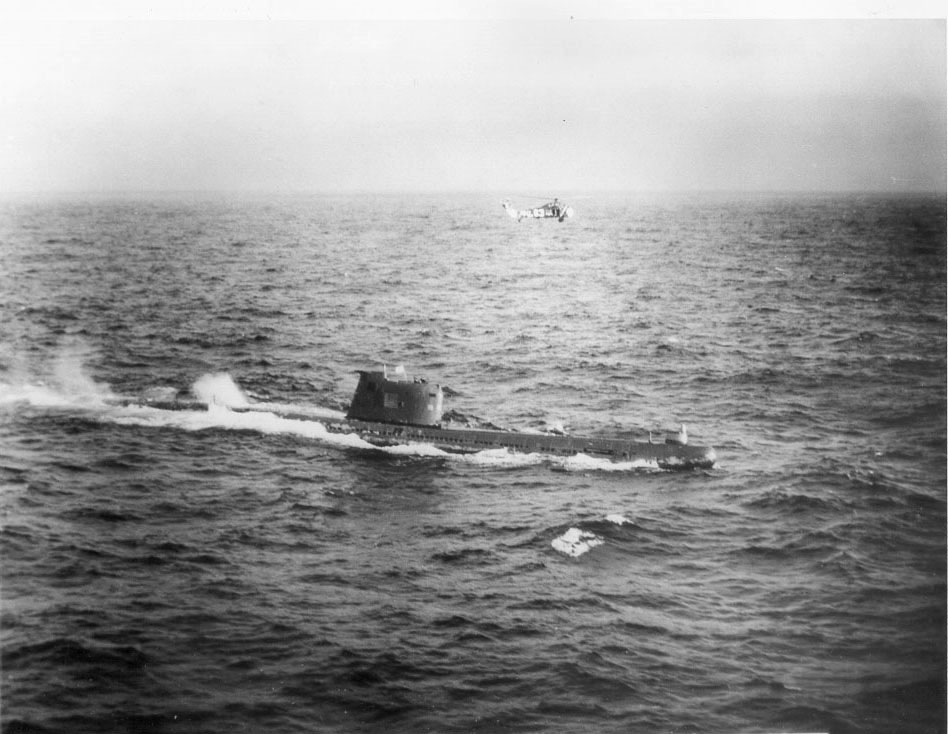
Un helicòpter HSS-1 Seabat de la Marina dels Estats Units planeja sobre el submarí soviètic B-59, forçat a la superfície per les forces navals dels Estats Units al Carib a prop de Cuba (28-29 d'octubre de 1962)

El 27 d'octubre, Khrusxov també va rebre una carta de Castro, el que ara es coneix com a Carta Armageddon (datada el dia anterior), que es va interpretar com a instar a l'ús de la força nuclear en cas d'atac a Cuba: "Crec que l'agressivitat dels imperialistes és extremadament perillosa i si realment realitzen el brutal acte d'envair Cuba violant el dret i la moral internacionals, aquest seria el moment d'eliminar aquest perill per sempre mitjançant un acte de clara defensa legítima, per dura i dura que sigui la solució seria terrible ", va escriure Castro.

### Llançament nuclear evitat
Més tard, aquell mateix dia, el que la Casa Blanca va anomenar més tard "Dissabte Negre", la Marina dels Estats Units va llançar una sèrie de càrregues de profunditat de "senyalització" (càrregues de profunditat de pràctiques de la mida de les granades de mà) sobre un submarí soviètic (el B-59) a la línia de bloqueig, sense saber que estava armat amb un torpede de punta nuclear amb ordres que permetien utilitzar-lo si el submarí estava danyat per càrregues de profunditat o foc de superfície. Com que el submarí era massa profund per controlar qualsevol tràfic de ràdio el capità del B-59, Valentin Grigorièvitx Savitski, va decidir que ja podria haver començat una guerra i volia llançar un torpede nuclear. La decisió de llançar-les normalment només requeria l'acord dels dos comandants a bord, el capità i l'oficial polític. No obstant això, el comandant de la flotilla submarna, Vasili Arkhipov, estava a bord del B-59 i, per tant, també va haver de posar-se d'acord. Arkhipov s'hi va oposar i, per tant, es va evitar el llançament nuclear.
El mateix dia, un avió espia U-2 va fer un vol accidental i no autoritzat de noranta minuts de la costa oriental de la Unió Soviètica. Els soviètics van respondre llançant caces MiG de l'illa Wrangel; al seu torn, els nord-americans van llançar caces F-102 armats amb míssils nuclears aire-aire sobre el mar de Bering.

## Acaba la crisi
El dissabte 27 d'octubre, després de moltes deliberacions entre la Unió Soviètica i el gabinet de Kennedy, Kennedy va acordar secretament retirar tots els míssils instal·lats a Turquia i possiblement al sud d'Itàlia, el primer a la frontera de la Unió Soviètica, a canvi que Khrusxov retirés tots els míssils de Cuba. Hi ha certes disputes sobre si l'eliminació dels míssils d'Itàlia formava part de l'acord secret. Khrusxov va escriure a les seves memòries que sí, i quan va acabar la crisi, McNamara va donar l'ordre de desmantellar els míssils tant a Itàlia com a Turquia.
En aquest punt, Khrusxov sabia coses que els Estats Units no sabien: en primer lloc, que l'U-2 hagués estat abatut per part d'un míssil soviètic infringia les ordres directes de Moscou i el foc antiaeri cubà contra altres avions de reconeixement nord-americans també violava les ordres directes de Khrusxov a Castro. En segon lloc, els soviètics ja tenien 162 ogives nuclears a Cuba que els Estats Units no creien que hi fossin. En tercer lloc, els soviètics i els cubans de l'illa gairebé segur haurien respost a una invasió mitjançant l'ús d'aquestes armes nuclears, tot i que Castro creia que probablement tots els humans de Cuba moririen com a resultat. Khrusxov també sabia, però potser no va tenir en compte el fet que tenia submarins armats amb armes nuclears que la marina dels Estats Units potser no sabia que hi fossin.
Khrusxov sabia que perdia el control. A principis del 1961 se li va dir al president Kennedy que una guerra nuclear probablement mataria un terç de la humanitat, amb la majoria o totes aquestes morts concentrades als Estats Units, l'URSS, Europa i la Xina; Khrusxov podria haver rebut informes similars dels seus militars.
Amb aquests antecedents, quan Khrusxov va escoltar les amenaces de Kennedy transmeses per Robert Kennedy a l'ambaixador soviètic Dobrinin, va redactar immediatament l'acceptació dels darrers termes de Kennedy des de casa seva sense implicar el Politburó, com havia fet anteriorment, i els va fer transmetre immediatament a través de Ràdio Moscou, que creia que els Estats Units escoltarien. En aquesta emissió a les 9:00 am EST, el 28 d'octubre, Khrusxov va declarar que "el govern soviètic, a més d'haver dictat instruccions prèviament sobre el cessament de noves obres als llocs de construcció de les armes, ha dictat una nova ordre de desmantellament de les armes que descriviu com a "ofensives" i retorn a la Unió Soviètica. " A les 10:00 del matí, el 28 d'octubre, Kennedy va conèixer per primera vegada la solució de Khrusxov a la crisi amb els Estats Units eliminant els 15 Júpiter de Turquia i els soviètics retirarien els coets de Cuba. Khrusxov havia fet l'oferta en una declaració pública perquè el món la sentís. Malgrat l'oposició gairebé sòlida dels seus consellers superiors, Kennedy va acceptar ràpidament l'oferta soviètica. "Aquesta és una obra molt bona", va dir Kennedy, segons una gravació que va fer en secret de la reunió a la Sala del Gabinet. Kennedy havia desplegat els Júpiter al març de l'any, provocant un raig d'irrupcions enfadades de Khrusxov. "La majoria de la gent pensarà que es tracta d'un comerç bastant uniforme i hauríem d'aprofitar-ho", va dir Kennedy. El vicepresident Lyndon Johnson va ser el primer a donar suport a l'intercanvi de míssils, però d'altres van continuar oposant-se a l'oferta. Finalment, Kennedy va acabar el debat. "No podem envair molt bé Cuba amb tot el seu treball i tota la seva sang", va dir Kennedy, "quan els hauríem pogut treure fent un acord amb els mateixos míssils a Turquia. Si això forma part del registre, no tindreu una bona guerra."
Kennedy va respondre immediatament a la carta de Khrusxov, emetent un comunicat que la deia "una contribució important i constructiva a la pau". Va continuar això amb una carta formal:
| « | Considero la meva carta del vint-i-set d'octubre i la vostra resposta d'avui com a compromisos ferms per part dels dos governs que haurien de dur-se a terme ràpidament ... Els Estats Units faran una declaració en el marc del Consell de Seguretat a referència a Cuba de la següent manera: declararà que els Estats Units d'Amèrica respectaran la inviolabilitat de les fronteres cubanes, la seva sobirania, que prendran el compromís de no interferir en els assumptes interns, de no intrusar-se i de no permetre que el nostre territori s'utilitzi com a cap de pont per a la invasió de Cuba i frenarà aquells que pensarien dur a terme una agressió contra Cuba, ja sigui des del territori dels Estats Units o des del territori d'altres països veïns de Cuba.:103 | » |

La declaració prevista de Kennedy també contindria suggeriments que havia rebut del seu assessor Schlesinger Jr. en un "Memoràndum per al president" que descrivia el "Post Mortem a Cuba".
La conversa telefònica del Despatxa Oval de Kennedy amb Eisenhower poc després d'arribar el missatge de Khrusxov va revelar que el president tenia previst utilitzar la crisi dels míssils cubans per augmentar les tensions amb Khrusxov i, a la llarga, també a Cuba. El president també va afirmar que pensava que la crisi provocaria enfrontaments militars directes a Berlín a finals del mes següent. També va afirmar en la seva conversa amb Eisenhower que el líder soviètic s'havia ofert a retirar-se de Cuba a canvi de la retirada de míssils de Turquia i que, si bé l'Administració Kennedy havia acordat no envair Cuba, només estaven a procés de determinació de l'oferta de Krusxov de retirar-se de Turquia.
Quan l'expresident dels Estats Units Harry Truman va trucar al president Kennedy el dia de l'oferta de Khrusxov, el president li va informar que la seva Administració havia rebutjat l'oferta del líder soviètic de retirar míssils de Turquia i que planejava utilitzar el revés soviètic a Cuba per escalar les tensions a Berlín.

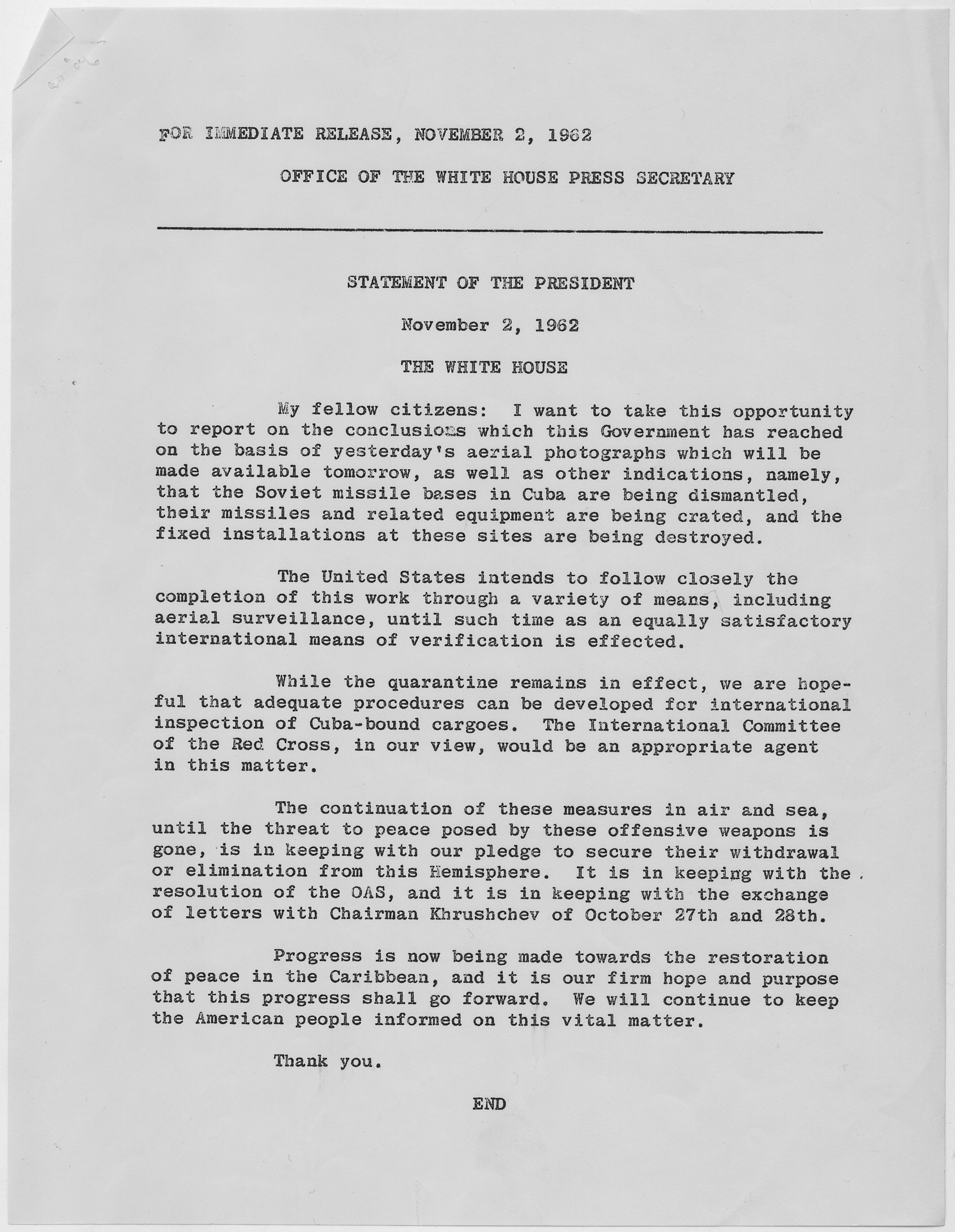
Retirada dels míssils a Cuba l'11 de novembre de 1962 - NARA - 193868

Els Estats Units van continuar el bloqueig; els dies següents, el reconeixement aeri va demostrar que els soviètics avançaven en l'eliminació dels sistemes de míssils. Els 42 míssils i el seu equip de suport van ser carregats a vuit vaixells soviètics. El 2 de novembre de 1962, Kennedy es va dirigir als Estats Units a través de transmissions de ràdio i televisió sobre el procés de desmantellament de les bases de míssils R-12 soviètics situades a la regió del Carib. Els vaixells van sortir de Cuba del 5 al 9 de novembre. Els Estats Units van fer un control visual final quan cadascun dels vaixells passava la línia de bloqueig. Es van requerir altres esforços diplomàtics per retirar els bombarders soviètics Il-28, i es van carregar en tres vaixells soviètics el 5 i el 6 de desembre. Al mateix temps que es va comprometre el soviètic amb els Il-28, el govern dels Estats Units va anunciar la fi del bloqueig a partir del 6:45 h EST el 20 de novembre de 1962.
En el moment en què l'administració Kennedy va pensar que es resolia la crisi dels míssils cubans, els coets tàctics nuclears es van quedar a Cuba, ja que no formaven part de les enteses de Kennedy-Khrusxov i els nord-americans no en sabien. Els soviètics van canviar d'opinió, per por de futurs passos de militants cubans, i el 22 de novembre de 1962, el viceprimer ministre de la Unió Soviètica, Anastàs Mikoian, va dir a Castro que també es retiraven els coets amb les ogives nuclears.
En les seves negociacions amb l'ambaixador soviètic Anatoli Dobrinin, Robert Kennedy va proposar informalment que els míssils Júpiter a Turquia serien retirats "poc després de la finalització d'aquesta crisi".:222 Sota una operació anomenada Operació Pot Pie, la retirada dels Júpiter d'Itàlia i Turquia va començar l'1 d'abril i es va completar el 24 d'abril de 1963. Els plans inicials eren reciclar els míssils per utilitzar-los en altres programes, però ni la NASA ni la USAF no estaven interessades a conservar el maquinari dels míssils. Els cossos de míssils van ser destruïts al lloc, es van retornar als Estats Units ogives, paquets d'orientació i equips de llançament per valor de 14 milions de dòlars.
L'efecte pràctic del pacte Kennedy-Khrusxov va ser que els Estats Units retirarien els seus coets d'Itàlia i Turquia i que els soviètics no tenien intenció de recórrer a la guerra nuclear si els Estats Units els disparaven. Com que la retirada dels míssils Júpiter de les bases de l'OTAN a Itàlia i Turquia no es va fer pública en aquell moment, Khrusxov semblava haver perdut el conflicte i s'havia debilitat. La percepció era que Kennedy havia guanyat la disputa entre les superpotències i que Khrusxov havia estat humiliat. Tant Kennedy com Khrusxov van fer tots els passos per evitar un conflicte total malgrat les pressions dels seus respectius governs. Khrusxov va mantenir el poder dos anys més.:102–105

## Forces nuclears
En el moment de la crisi a l'octubre de 1962, el nombre total d'armes nuclears a les reserves de cada país era aproximadament de 26.400 per als Estats Units i 3.300 per a la Unió Soviètica. En el moment més àlgid de la crisi, els Estats Units tenien unes 3.500 armes nuclears a punt per ser utilitzades en rebre l'ordre amb un rendiment combinat d'aproximadament 6.300 megatones. Els soviètics tenien a la seva disposició força de foc estratègica considerablement menor (unes 300-320 bombes i ogives), mancades d'armes basades en submarins en condicions d'amenaçar el continent nord-americà i tenint la majoria dels seus sistemes de lliurament intercontinentals basats en bombarders que tindrien dificultats per penetrar als sistemes de defensa antiaèria nord-americana. Els Estats Units tenien aproximadament 4.375 armes nuclears desplegades a Europa, la majoria de les quals eren armes tàctiques com l'artilleria nuclear, amb prop de 450 per a míssils balístics, míssils de creuer i avions; els soviètics tenien més de 550 armes similars a Europa.

### Estats Units
- SAC
  - MBI: 182 (en alerta màxima); 121 Atlas D/E/F, 53 Titan 1, 8 Minuteman 1A
  - Bombarders: 1,595; 880 B-47, 639 B-52, 76 B-58 (1,479 bombarders i 1.003 cisternes de combustible disponibles en alerta màxima)
- Atlantic Command
  - Comandament del Pacífic
  - 4–8 míssils de creuer Regulus
  - 16 míssils de creuer Mace
  - 3 portaavions amb unes 40 bombes cadascun
  - Avions terrestres amb unes 50 bombes
- Comandament europeu
  - IRBM: 105; 60 Thor (Regne Unit), 45 Jupiter (30 Itàlia, 15 Turquia)
  - 48– míssils de creuer Mace
  - 2 portaavions de la Sisena Flota amb unes 40 bombes cadascun
  - Avions terrestres amb unes 50 bombes

### Unió Soviètica
- Estratègic (per utilitzar contra Amèrica del Nord):):
  - MBI: 42; quatre SS-6/R-7A a Plesetsk amb dos en reserva a Baikonur, 36 SS-7/R-16 amb 26 en sitges i deu en llançadores obertes

Bombarders: 160 (preparació desconeguda); 100 Tu-95 Bear, 60 3M Bison B
- Regionals (principalment orientats a Europa i altres dirigits a bases nord-americanes a l'Àsia oriental):
  - MRBM: 528 SS-4/R-12, 492 als llocs de llançament suau i 36 als llocs de llançament dur (aproximadament de sis a vuit R-12 estaven operatius a Cuba, capaços de colpejar el continent continental dels Estats Units en qualsevol moment fins que es resolgués la crisi)
  - IRBM: 28 SS-5/R-14
  - Nombre desconegut d' avions Tu-16 Badger, Tu-22 Blinder, i MiG-21 encarregats de missions d'atac nuclear

## Seqüeles

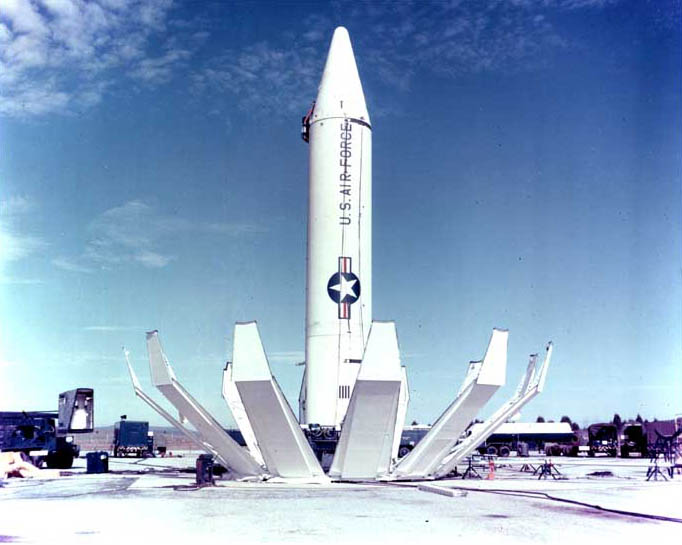
El míssil balístic de abast mitjà Jupiter amb ogiva nuclear. Els Estats Units van acordar secretament retirar els míssils d'Itàlia i Turquia.

### Lideratge soviètic
L'enormitat de l'aproximació del món a la guerra termonuclear va impulsar Khrusxov a proposar un relaxament de gran abast de les tensions amb els Estats Units. En una carta al president Kennedy de data 30 d'octubre de 1962, Khrusxov va esbossar una sèrie d'iniciatives audaces per evitar la possibilitat d'una nova crisi nuclear, inclosa la proposta d'un tractat de no agressió entre l'Organització del Tractat de l'Atlàntic Nord (OTAN) i el Pacte de Varsòvia o fins i tot la dissolució d'aquests blocs militars, un tractat que cessin totes les armes nuclears proves i fins i tot l'eliminació de totes les armes nuclears, la resolució de la qüestió candent d'Alemanya per l'est i l'oest d'acceptar formalment l'existència de l'Alemanya Occidental i l'Alemanya Oriental i el reconeixement nord-americà del govern de la Xina continental. La carta convidava a les contrapropostes i a aprofundir en aquestes i altres qüestions mitjançant negociacions pacífiques. Khrusxov va convidar Norman Cousins, editor d'un gran periòdic nord-americà i activista contra les armes antinuclears, a fer d'enllaç amb el president Kennedy, i Cousins es va reunir amb Khrusxov durant quatre hores al desembre de 1962.
La resposta de Kennedy a les propostes de Khrusxov va ser tèbia, però Kennedy va expressar a Cousins que se sentia obligat a explorar aquestes qüestions a causa de la pressió de les persones dures a l'aparell de seguretat nacional dels Estats Units. Poc després els Estats Units i l'URSS van acordar un tractat que prohibia les proves atmosfèriques d'armes nuclears, conegut com el "Tractat de prohibició parcial de proves nuclears".
Més endavant després de la crisi, els Estats Units i la Unió Soviètica van crear la línia directa Moscou-Washington, una connexió directa de comunicacions entre Moscou i Washington. El propòsit era tenir una manera que els líders dels dos països de la Guerra Freda poguessin comunicar-se directament per resoldre aquesta crisi.
El compromís va avergonyir Khrusxov i la Unió Soviètica perquè la retirada dels míssils nord-americans d'Itàlia i Turquia era un acord secret entre Kennedy i Khrusxov. Khrusxov es va dirigir a Kennedy quan pensava que la crisi s'estava escapant de les mans, però es va veure als soviètics com retirant-se de les circumstàncies que havien començat.
La caiguda de Khrusxov del poder dos anys més tard va ser en part a causa de la vergonya del Politburó soviètic davant les eventuals concessions de Khrusxov als Estats Units i aquesta ineptitud per precipitar la crisi en primer lloc. Segons Dobrynin, la màxima direcció soviètica va prendre el resultat cubà com "un cop al seu prestigi al límit de la humiliació".

### Lideratge cubà
Cuba va percebre el resultat com una traïció dels soviètics, ja que Kennedy i Khrusxov van prendre decisions sobre com resoldre la crisi. Castro va estar especialment molest perquè no es tractessin certs temes d'interès per a Cuba, com l'estatus de la base naval dels Estats Units a Guantánamo. Això va provocar que les relacions cubano-soviètiques es deterioressin durant els propers anys.:278

### Lideratge romanès
Durant la crisi, Gheorghe Gheorghiu-Dej va enviar una carta al president Kennedy desvinculant Romania de les accions soviètiques. Això va convèncer l'Administració nord-americana de les intencions de Bucarest de desprendre's de Moscou.

### Lideratge nord-americà
L'estat de DEFCON 3 de les Forces dels Estats Units a tot el món va ser retornat a DEFCON 4 el 20 de novembre de 1962. El general Curtis LeMay va dir al president que la resolució de la crisi va ser la "major derrota de la nostra història"; la seva era una posició minoritària. Havia pressionat per una invasió immediata de Cuba tan aviat com va començar la crisi i seguia afavorint la invasió de Cuba fins i tot després que els soviètics havien retirat els seus míssils. Vint-i-cinc anys més tard, LeMay encara creia que "Podríem haver tret no només els míssils de Cuba, hauríem pogut treure els comunistes de Cuba en aquell moment"
Almenys quatre atacs de contingència van ser armats i llançats des de Florida contra aeròdroms cubans i llocs sospitosos de míssils el 1963 i el 1964, tot i que tots van ser desviats al complex Pinecastle Range després que els avions passessin per l'illa d'Andros. Els crítics, inclosos Seymour Melman, i Seymour Hersh van suggerir que la crisi dels míssils cubans va fomentar l'ús de mitjans militars pels Estats Units, com el cas de la posterior guerra del Vietnam.

### Víctimes humanes

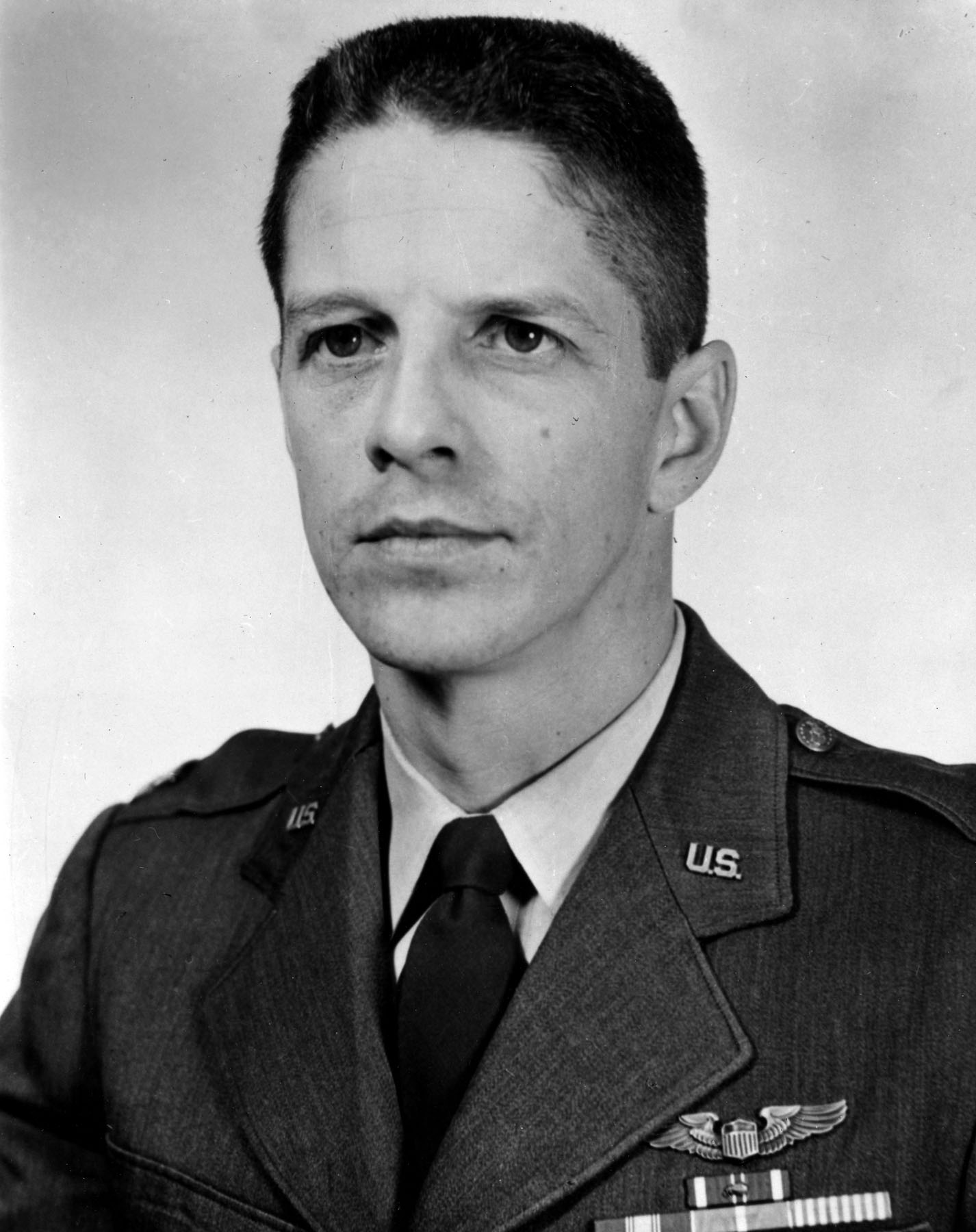
El major Rudolf Anderson

El cos del pilot U-2 Anderson va ser retornat als Estats Units i va ser enterrat amb honors militars a Carolina del Sud. Va ser el primer receptor de la recent creada Creu de la Força Aèria, que li va ser concedida pòstumament. Tot i que Anderson va ser l'única mortalitat de combatent durant la crisi, 11 membres de la tripulació de tres Boeing RB-47 Stratojets de la 55a ala de reconeixement estratègic també van morir en accidents durant el període comprès entre el 27 de setembre i l'11 de novembre de 1962. Set tripulants va morir quan un servei militar de transport aeri C-135B Stratolifter que lliurava munició a la base naval de la badia de Guantánamo es va estancar i es va estavellar quan s'aproximava el 23 d'octubre.

## Revelacions posteriors
Schlesinger, historiador i assessor de Kennedy, va dir a National Public Radio en una entrevista el 16 d'octubre del 2002 que Castro no volia els míssils, però Khrusxov va pressionar Castro perquè els acceptés. Castro no estava completament satisfet amb la idea, però la Direcció Nacional de la Revolució cubana les va acceptar, tant per protegir Cuba contra l'atac dels Estats Units com per ajudar la Unió Soviètica.:272 Schlesinger creia que quan es retiraven els míssils, Castro estava més enfadat amb Khrusxov que amb Kennedy perquè Khrusxov no havia consultat Castro abans de decidir retirar-los. Tot i que Khrusxov es va enfurismar amb Castro, planejava atacar els Estats Units amb els míssils restants si es produïa una invasió a l'illa.:311
A principis de 1992, es va confirmar que les forces soviètiques de Cuba ja havien rebut ogives nuclears tàctiques pels seus coets d'artilleria i bombarders Il-28 quan va esclatar la crisi. Castro va afirmar que hauria recomanat el seu ús si els Estats Units el haguessin envaït malgrat que Cuba hagués quedat destruïda.
Es podria dir que el moment més perillós de la crisi no es va reconèixer fins a la conferència de l'Havana sobre la crisi dels míssils cubans, a l'octubre del 2002. Amb la presència de molts dels veterans de la crisi, tots van saber que el 27 d'octubre del 1962 l'USS Beagle havia rastrejat i abandonat càrregues de profunditat de senyals (de la mida de les granades de mà) al submarí B-59, un Projecte 641 soviètic (designació OTAN "Foxtrot"). Desconegut pels Estats Units, estava armat amb un torpede nuclear de 15 quilotons. Esgotat l'aire, el submarí soviètic estava envoltat de vaixells de guerra nord-americans i necessitava desesperadament sortir a la superfície. Una discussió va esclatar entre tres agents a bord del B-59, inclòs el capità submarí Valentin Savitsky, l'oficial polític Ivan Semonvictx Maslennikov i el comandant adjunt de la brigada, capità de 2n grau (equivalent a comandant de la Marina dels Estats Units) Vasili Arkhipov. Un Savitsky esgotat es va enfadar i va ordenar que el torpede nuclear a bord es preparés per al combat. Els relats difereixen sobre si Arkhipov va convèncer Savitsky de no fer l'atac o si el mateix Savitsky va concloure finalment que l'única opció raonable que li quedava era sortir a la superfície.:303, 317 Durant la conferència, McNamara va afirmar que la guerra nuclear s'havia apropat molt més del que la gent havia pensat. Thomas Blanton, director de l'Arxiu de Seguretat Nacional, va dir: "Un noi anomenat Vasili Arkhipov va salvar el món".
Cinquanta anys després de la crisi, Graham T. Allison va escriure:
| « | Fa cinquanta anys, la crisi dels míssils cubans va portar el món al límit del desastre nuclear. Durant la confrontació, el president dels Estats Units, John F. Kennedy, va pensar que la possibilitat d'escalar a la guerra era "entre 1 de cada 3 i fins i tot", i el que hem après en dècades posteriors no ha fet res per allargar aquestes probabilitats. Ara sabem, per exemple, que, a més dels míssils balístics armats amb nuclears, la Unió Soviètica havia desplegat 100 armes nuclears tàctiques a Cuba, i el comandant soviètic local podria haver llançat aquestes armes sense codis ni comandaments addicionals de Moscou. L'atac i la invasió aèria dels Estats Units que estaven previstos per a la tercera setmana de l'enfrontament probablement haurien provocat una resposta nuclear contra els vaixells i les tropes nord-americanes, i potser fins i tot a Miami. La guerra resultant podria haver provocat la mort de més de 100 milions d'americans i més de 100 milions de russos. | » |

El periodista de la BBC, Joe Matthews, va publicar la història el 13 d'octubre de 2012, darrere de les 100 caps nuclears tàctiques esmentades per Graham Allison al fragment anterior. Khrusxov temia que l'orgull ferit de Castro i la generalitzada indignació cubana per les concessions que havia fet a Kennedy poguessin desencadenar l'acord entre la Unió Soviètica i els Estats Units. Per evitar-ho, Khrusxov va decidir oferir a Cuba més de 100 armes nuclears tàctiques que havien estat enviades a Cuba juntament amb els míssils de llarg abast, però que, sobretot, havien escapat de la intel·ligència nord-americana. Khrusxov va determinar que, com que els nord-americans no havien inclòs els míssils a la llista de demandes, mantenir-los a Cuba seria un interès de la Unió Soviètica.
Anastàs Mikoian es va encarregar de les negociacions amb Castro sobre l'acord de transferència de míssils dissenyat per evitar un trencament de les relacions entre Cuba i la Unió Soviètica. Mentre estava a l'Havana, Mikoian va ser testimoni dels canvis d'humor i de la paranoia de Castro, que estava convençut que Moscou havia fet l'acord amb els Estats Units a costa de la defensa de Cuba. Mikoian, per iniciativa pròpia, va decidir que a Castro i als seus militars no se'ls donaria el control d'armes amb una força explosiva igual a 100 bombes de la mida d'Hiroshima en cap cas. Va desactivar la situació aparentment intractable, que va arriscar a tornar a escalar la crisi, el 22 de novembre de 1962. Durant una tensa reunió de quatre hores, Mikoian va convèncer Castro que, malgrat el desig de Moscou d'ajudar, incompliria una llei soviètica inèdita, que en realitat no existia, transferir els míssils de manera permanent a mans cubanes i proporcionar-los un element dissuassori nuclear independent. Castro es va veure obligat a cedir i, en gran alleujament de Khrusxov i la resta del govern soviètic, les armes nuclears tàctiques van ser envasades i retornades per mar a la Unió Soviètica durant el desembre de 1962.
En l'article «Tàctica i estratègia de la revolució llatinoamericana», escrit durant la crisi i no publicat fins després de la seva mort, Ernesto Che Guevara denunciava l'actitud dels soviètics en afirmar que: 
| «             | És l'exemple esgarrifós d'un poble que està disposat a immolar-se atòmicament perquè les seves cendres serveixin de fonament a societats noves i que quan es fa, sense consultar-ho, un pacte pel qual es retiren els coets atòmics, no sospira d'alleugeriment, no dona gràcies per la treva; salta a la palestra per a donar la seva veu pròpia i única, la seva posició combatent, pròpia i única, i més lluny, la seva decisió de lluita encara que fos sol contra tots els perills i contra la mateixa amenaça atòmica de l'imperialisme ianqui. | » |
| — Che Guevara | |   |

## A la cultura popular
Els mitjans populars nord-americans, especialment la televisió, van fer un ús freqüent dels esdeveniments de la crisi dels míssils, tant en formes fictícies com documentals. Jim Willis inclou la Crisi com un dels 100 "moments mediàtics que van canviar Estats Units". Sheldon Stern troba que mig segle després encara hi ha moltes "idees errònies, mitges veritats i mentides clares" que han donat forma a versions mediàtiques del que va passar a la Casa Blanca durant aquestes penoses dues setmanes.
L'historiador William Cohn va argumentar en un article del 1976 que els programes de televisió solen ser la principal font utilitzada pel públic nord-americà per conèixer i interpretar el passat. Segons l'historiador de la Guerra Freda Andrei Kozovoi, els mitjans soviètics es van mostrar una mica desorganitzats, ja que eren incapaços de generar una història popular coherent. Khrusxov va perdre el poder i va sortir desdibuixat de la història. Cuba ja no es va representar com un David heroic contra el Goliat nord-americà. Una de les contradiccions que va impregnar la campanya dels mitjans soviètics va ser entre la retòrica pacifista del moviment per la pau que emfatitza els horrors de la guerra nuclear i la militància de la necessitat de preparar els soviètics per a la guerra contra l'agressió nord-americana.

## Representacions als mitjans

### No ficció
- Thirteen Days, memòria de la crisi de Robert F. Kennedy, publicada pòstumament el 1969; Es va convertir en la base de nombroses pel·lícules i documentals.[172]
- The Missiles of October, de 1974. Docudrama televisiu sobre la crisi.[173]
- The Fog of War, 2003 documental nord-americà sobre la vida i els temps de l'exsecretari de Defensa dels Estats Units Robert S. McNamara dirigit per Errol Morris, que va guanyar l'Oscar d'aquell any al millor documental.[174]

### Ficció
- Topaz, pel·lícula d'Alfred Hitchcock del 1969 basada en la novel·la de Leon Uris del 1967, ambientada en el període previ a la crisi.[175]
- Matinée, pel·lícula de 1993 protagonitzada per John Goodman ambientada durant la crisi dels míssils cubans en què un cineasta independent decideix aprofitar l'oportunitat per estrenar una pel·lícula de temàtica atòmica.[176]
- Tretze dies (pel·lícula), basada en The Kennedy Tapes: Inside the White House During the Cuban Missile Crisis, un docudrama del 2000 dirigit per Roger Donaldson sobre la crisi.[177]
- Command & Conquer: Red Alert 3, un videojoc del 2008, situat en una línia de temps alternatiu on Einstein no existia. Durant la campanya de les Nacions Aliades, es produeix una versió alternativa de la crisi dels míssils cubans, batejada en el joc com la missió "La trampa del gran ós", on la Unió Soviètica havia planejat i construït secretament una força d'invasió a l'Havana, encapçalada per dirigibles Kirov dirigits especialment que produïen bombes de 50 megatons i tenien la intenció de volar cap a les ciutats controlades pels aliats.
- Mad Men, l'episodi del 2008 «Meditacions en cas d'emergència» se situa en plena crisi dels míssils cubans.
- Ur, una novel·la curta de Stephen King del 2009, tracta d'uns tres homes que descobreixen a través d'un Kindle màgic que, en un univers paral·lel, la crisi dels míssils cubans es va convertir en una guerra nuclear i va acabar amb aquest univers.[178]
- Call of Duty: Black Ops, videojoc del 2010, ambientat durant i després de la crisi dels míssils cubans.[179]
- The Kennedys (minisèrie de TV), producció del 2011 que narra la vida de la família Kennedy, inclosa una dramatització de la crisi.[180]
- X-Men: First Class, pel·lícula de superherois del 2011 ambientada durant la crisi dels míssils cubans, que representa la crisi com un grup de mutants que va escalar amb l'objectiu d'establir una classe dominant mutant després de la guerra posterior.[181]
- The Courier (2020 film), explica la "història real de l'empresari britànic Greville Wynne (interpretat per Benedict Cumberbatch) que va ajudar el MI6 a penetrar en el programa nuclear soviètic durant la Guerra Freda. Wynne i la seva font russa, Oleg Penkovsky (amb el nom de codi Ironbark), va proporcionar una intel·ligència crucial que va posar fi a la crisi dels míssils cubans".[182]

### Historiografia
- Allison, Graham T. «Conceptual Models i the Cuban Missile Crisis». American Political Science Review, 63, 3, 9-1969, pàg. 689–718. DOI: 10.2307/1954423. JSTOR: 1954423.
- Dorn, A. Walter; Pauk, Robert «Unsung Mediator: U Thant i the Cuban Missile Crisis». Diplomatic History, 33, 2, 4-2009, pàg. 261–292. DOI: 10.1111/j.1467-7709.2008.00762.x.
- Garthoff, Raymond L. «Foreign Intelligence i the Historiography of the Cold War». Journal of Cold War Studies, 6, 2, Spring 2004, pàg. 21–56. DOI: 10.1162/152039704773254759. ISSN: 1520-3972.
- Gibson, David R. «Avoiding Catastrophe: The Interactional Production of Possibility during the Cuban Missile Crisis». The American Journal of Sociology, 117, 2, 2011, pàg. 361–419. DOI: 10.1086/661761. JSTOR: 10.1086/661761.
- Jones, John A.; Jones, Virginia H. «Through the Eye of the Needle: Five Perspectives on the Cuban Missile Crisis». Rhetoric & Public Affairs, 8, 1, Spring 2005, pàg. 133–144. DOI: 10.1353/rap.2005.0044.
- Jones, Milo; Silberzahn, Philppe. Constructing Cassandra, Reframing Intelligence Failure at the CIA, 1947–2001.  Stanford University Press, 2013, p. 135–191. ISBN 978-0804793360.
- Lebow, Richard Ned «Domestic Politics i the Cuban Missile Crisis: The Traditional i Revisionist Interpretations Reevaluated». Diplomatic History, 14, 4, 10-1990, pàg. 471–492. DOI: 10.1111/j.1467-7709.1990.tb00103.x.